# Lista de asteroides (385001-386000)
Esta é uma lista parcial de asteroides, do asteroide número 385001 até o 386000, inclusive. Veja também o índice com todas as listas disponíveis.

| Objeto Próximos à Terra | Cinturão de asteroides (interno) | Cinturão de asteroides (externo) | Centauro       |
| Cruzador de Marte       | Cinturão de asteroides (meio)    | Troianos de Júpiter              | Transnetuniano |

Veja mais dados de cada asteroide na ligação externa para o Minor Planet Center na última coluna.
Índice: 385001... 385101... 385201... 385301... 385401... 385501... 385601... 385701... 385801... 385901... 

## 385001–385100
| Designação | Designação | Descoberta  | Descoberta    | Descobridor(es)     | Categoria | Mais informações / Referência |
| Permanente | Provisória | Data        | Local         | Descobridor(es)     | Categoria | Mais informações / Referência |
| ---------- | ---------- | ----------- | ------------- | ------------------- | --------- | ----------------------------- |
| 385001     | 2012 TZ229 | 20 nov 2001 | Kitt Peak     | Spacewatch          | —         | MPC                           |
| 385002     | 2012 TG230 | 16 nov 2003 | Kitt Peak     | Spacewatch          | —         | MPC                           |
| 385003     | 2012 TL231 | 6 out 1999  | Socorro       | LINEAR              | —         | MPC                           |
| 385004     | 2012 TX231 | 16 set 2001 | Socorro       | LINEAR              | —         | MPC                           |
| 385005     | 2012 TH234 | 1 nov 2008  | Mount Lemmon  | Mount Lemmon Survey | —         | MPC                           |
| 385006     | 2012 TJ234 | 29 out 2003 | Kitt Peak     | Spacewatch          | —         | MPC                           |
| 385007     | 2012 TZ234 | 19 nov 2008 | Kitt Peak     | Spacewatch          | —         | MPC                           |
| 385008     | 2012 TT236 | 26 mai 2006 | Mount Lemmon  | Mount Lemmon Survey | —         | MPC                           |
| 385009     | 2012 TE238 | 24 abr 2006 | Kitt Peak     | Spacewatch          | —         | MPC                           |
| 385010     | 2012 TJ239 | 19 set 2006 | Catalina      | CSS                 | —         | MPC                           |
| 385011     | 2012 TU239 | 19 set 2007 | Kitt Peak     | Spacewatch          | Themis    | MPC                           |
| 385012     | 2012 TD244 | 10 out 2007 | Mount Lemmon  | Mount Lemmon Survey | —         | MPC                           |
| 385013     | 2012 TC246 | 14 mar 2010 | Mount Lemmon  | Mount Lemmon Survey | —         | MPC                           |
| 385014     | 2012 TH266 | 29 set 2003 | Kitt Peak     | Spacewatch          | —         | MPC                           |
| 385015     | 2012 TO266 | 1 fev 2005  | Kitt Peak     | Spacewatch          | —         | MPC                           |
| 385016     | 2012 TU266 | 4 nov 2007  | Mount Lemmon  | Mount Lemmon Survey | —         | MPC                           |
| 385017     | 2012 TZ266 | 5 set 1999  | Kitt Peak     | Spacewatch          | —         | MPC                           |
| 385018     | 2012 TX268 | 18 out 2003 | Kitt Peak     | Spacewatch          | —         | MPC                           |
| 385019     | 2012 TG272 | 3 fev 2000  | Kitt Peak     | Spacewatch          | Themis    | MPC                           |
| 385020     | 2012 TV277 | 15 set 2007 | Kitt Peak     | Spacewatch          | Maria     | MPC                           |
| 385021     | 2012 TQ282 | 22 nov 2009 | Mount Lemmon  | Mount Lemmon Survey | —         | MPC                           |
| 385022     | 2012 TM284 | 30 abr 2006 | Kitt Peak     | Spacewatch          | —         | MPC                           |
| 385023     | 2012 TA285 | 2 nov 2007  | Kitt Peak     | Spacewatch          | —         | MPC                           |
| 385024     | 2012 TM286 | 20 set 2001 | Socorro       | LINEAR              | Ursula    | MPC                           |
| 385025     | 2012 TS288 | 27 set 2006 | Catalina      | CSS                 | —         | MPC                           |
| 385026     | 2012 TZ288 | 30 dez 2007 | Kitt Peak     | Spacewatch          | —         | MPC                           |
| 385027     | 2012 TJ289 | 21 ago 2006 | Kitt Peak     | Spacewatch          | —         | MPC                           |
| 385028     | 2012 TJ291 | 24 out 2008 | Kitt Peak     | Spacewatch          | —         | MPC                           |
| 385029     | 2012 TU296 | 3 mai 2010  | Kitt Peak     | Spacewatch          | —         | MPC                           |
| 385030     | 2012 TS299 | 21 nov 2008 | Mount Lemmon  | Mount Lemmon Survey | —         | MPC                           |
| 385031     | 2012 TM302 | 30 set 2006 | Mount Lemmon  | Mount Lemmon Survey | —         | MPC                           |
| 385032     | 2012 TL303 | 1 mar 2009  | Mount Lemmon  | Mount Lemmon Survey | Brangane  | MPC                           |
| 385033     | 2012 TV305 | 17 out 2003 | Kitt Peak     | Spacewatch          | —         | MPC                           |
| 385034     | 2012 TW305 | 10 fev 2010 | Kitt Peak     | Spacewatch          | —         | MPC                           |
| 385035     | 2012 TD306 | 18 out 1995 | Kitt Peak     | Spacewatch          | —         | MPC                           |
| 385036     | 2012 TB307 | 30 nov 1999 | Kitt Peak     | Spacewatch          | —         | MPC                           |
| 385037     | 2012 TE309 | 18 out 2003 | Anderson Mesa | LONEOS              | —         | MPC                           |
| 385038     | 2012 TQ309 | 29 set 2003 | Kitt Peak     | Spacewatch          | —         | MPC                           |
| 385039     | 2012 TQ310 | 17 out 2001 | Socorro       | LINEAR              | —         | MPC                           |
| 385040     | 2012 TL311 | 19 out 2003 | Kitt Peak     | Spacewatch          | —         | MPC                           |
| 385041     | 2012 TZ312 | 2 abr 2005  | Kitt Peak     | Spacewatch          | —         | MPC                           |
| 385042     | 2012 TO313 | 14 abr 2004 | Kitt Peak     | Spacewatch          | —         | MPC                           |
| 385043     | 2012 TC323 | 18 abr 1996 | Kitt Peak     | Spacewatch          | —         | MPC                           |
| 385044     | 2012 UH10  | 28 jan 2007 | Mount Lemmon  | Mount Lemmon Survey | —         | MPC                           |
| 385045     | 2012 UP12  | 24 ago 2007 | Kitt Peak     | Spacewatch          | —         | MPC                           |
| 385046     | 2012 UX14  | 14 set 2007 | Mount Lemmon  | Mount Lemmon Survey | —         | MPC                           |
| 385047     | 2012 UU17  | 22 abr 1998 | Kitt Peak     | Spacewatch          | —         | MPC                           |
| 385048     | 2012 UZ22  | 23 out 2006 | Kitt Peak     | Spacewatch          | —         | MPC                           |
| 385049     | 2012 UA26  | 30 nov 2008 | Kitt Peak     | Spacewatch          | —         | MPC                           |
| 385050     | 2012 UB26  | 23 mar 2004 | Kitt Peak     | Spacewatch          | —         | MPC                           |
| 385051     | 2012 UT28  | 25 dez 2005 | Mount Lemmon  | Mount Lemmon Survey | —         | MPC                           |
| 385052     | 2012 UM35  | 15 out 1995 | Kitt Peak     | Spacewatch          | —         | MPC                           |
| 385053     | 2012 UB37  | 4 nov 1996  | Kitt Peak     | Spacewatch          | —         | MPC                           |
| 385054     | 2012 UM41  | 20 fev 2006 | Kitt Peak     | Spacewatch          | —         | MPC                           |
| 385055     | 2012 UY42  | 13 abr 2004 | Kitt Peak     | Spacewatch          | —         | MPC                           |
| 385056     | 2012 UV44  | 13 out 2007 | Mount Lemmon  | Mount Lemmon Survey | —         | MPC                           |
| 385057     | 2012 UR45  | 17 set 2006 | Kitt Peak     | Spacewatch          | —         | MPC                           |
| 385058     | 2012 US45  | 17 set 2006 | Catalina      | CSS                 | —         | MPC                           |
| 385059     | 2012 UK47  | 19 set 2001 | Socorro       | LINEAR              | —         | MPC                           |
| 385060     | 2012 UC48  | 29 mar 2009 | Mount Lemmon  | Mount Lemmon Survey | —         | MPC                           |
| 385061     | 2012 UQ50  | 19 set 2007 | Kitt Peak     | Spacewatch          | —         | MPC                           |
| 385062     | 2012 UP56  | 25 out 2001 | Kitt Peak     | Spacewatch          | —         | MPC                           |
| 385063     | 2012 UD57  | 6 nov 1996  | Kitt Peak     | Spacewatch          | —         | MPC                           |
| 385064     | 2012 UP60  | 3 nov 2007  | Kitt Peak     | Spacewatch          | Brangane  | MPC                           |
| 385065     | 2012 UV61  | 12 set 2007 | Mount Lemmon  | Mount Lemmon Survey | —         | MPC                           |
| 385066     | 2012 UC63  | 13 dez 2009 | Mount Lemmon  | Mount Lemmon Survey | —         | MPC                           |
| 385067     | 2012 UG63  | 19 dez 2001 | Kitt Peak     | Spacewatch          | —         | MPC                           |
| 385068     | 2012 UW64  | 27 mar 2003 | Anderson Mesa | LONEOS              | —         | MPC                           |
| 385069     | 2012 UF67  | 2 abr 2006  | Kitt Peak     | Spacewatch          | —         | MPC                           |
| 385070     | 2012 UH69  | 30 abr 1997 | Kitt Peak     | Spacewatch          | —         | MPC                           |
| 385071     | 2012 UN74  | 31 dez 2008 | Mount Lemmon  | Mount Lemmon Survey | —         | MPC                           |
| 385072     | 2012 UT77  | 14 out 2001 | Socorro       | LINEAR              | —         | MPC                           |
| 385073     | 2012 UA81  | 30 nov 2008 | Kitt Peak     | Spacewatch          | —         | MPC                           |
| 385074     | 2012 UM85  | 20 nov 2007 | Mount Lemmon  | Mount Lemmon Survey | —         | MPC                           |
| 385075     | 2012 UJ86  | 1 nov 1999  | Kitt Peak     | Spacewatch          | —         | MPC                           |
| 385076     | 2012 UV93  | 5 dez 2007  | Kitt Peak     | Spacewatch          | —         | MPC                           |
| 385077     | 2012 UD97  | 24 out 2008 | Catalina      | CSS                 | —         | MPC                           |
| 385078     | 2012 UH101 | 20 fev 2009 | Kitt Peak     | Spacewatch          | —         | MPC                           |
| 385079     | 2012 US105 | 4 mar 2005  | Kitt Peak     | Spacewatch          | Maria     | MPC                           |
| 385080     | 2012 UX112 | 26 abr 2003 | Kitt Peak     | Spacewatch          | Mitidika  | MPC                           |
| 385081     | 2012 UY113 | 30 set 2006 | Mount Lemmon  | Mount Lemmon Survey | Ursula    | MPC                           |
| 385082     | 2012 UU114 | 7 mar 2005  | Socorro       | LINEAR              | —         | MPC                           |
| 385083     | 2012 UD115 | 12 set 2001 | Kitt Peak     | Spacewatch          | —         | MPC                           |
| 385084     | 2012 UY159 | 15 nov 2007 | Catalina      | CSS                 | —         | MPC                           |
| 385085     | 2012 UV160 | 11 nov 2001 | Kitt Peak     | Spacewatch          | Ursula    | MPC                           |
| 385086     | 2012 UX162 | 21 nov 2008 | Kitt Peak     | Spacewatch          | —         | MPC                           |
| 385087     | 2012 UB163 | 9 nov 1996  | Kitt Peak     | Spacewatch          | —         | MPC                           |
| 385088     | 2012 UW166 | 24 jun 2011 | Mount Lemmon  | Mount Lemmon Survey | —         | MPC                           |
| 385089     | 2012 UG171 | 5 mai 2010  | WISE          | WISE                | —         | MPC                           |
| 385090     | 2012 VF    | 9 nov 2008  | Mount Lemmon  | Mount Lemmon Survey | —         | MPC                           |
| 385091     | 2012 VG3   | 30 nov 2005 | Mount Lemmon  | Mount Lemmon Survey | Pallas    | MPC                           |
| 385092     | 2012 VZ3   | 11 jan 1997 | Kitt Peak     | Spacewatch          | —         | MPC                           |
| 385093     | 2012 VA11  | 10 set 2007 | Mount Lemmon  | Mount Lemmon Survey | —         | MPC                           |
| 385094     | 2012 VS26  | 28 dez 2003 | Kitt Peak     | Spacewatch          | —         | MPC                           |
| 385095     | 2012 VM27  | 31 out 2008 | Kitt Peak     | Spacewatch          | —         | MPC                           |
| 385096     | 2012 VL36  | 13 set 2007 | Mount Lemmon  | Mount Lemmon Survey | —         | MPC                           |
| 385097     | 2012 VX41  | 9 mar 2005  | Mount Lemmon  | Mount Lemmon Survey | —         | MPC                           |
| 385098     | 2012 VE47  | 26 abr 2006 | Kitt Peak     | Spacewatch          | —         | MPC                           |
| 385099     | 2012 VM47  | 12 mai 2005 | Kitt Peak     | Spacewatch          | —         | MPC                           |
| 385100     | 2012 VG48  | 27 set 2008 | Mount Lemmon  | Mount Lemmon Survey | —         | MPC                           |

## 385101–385200
| Designação | Designação | Descoberta  | Descoberta       | Descobridor(es)                       | Categoria | Mais informações / Referência |
| Permanente | Provisória | Data        | Local            | Descobridor(es)                       | Categoria | Mais informações / Referência |
| ---------- | ---------- | ----------- | ---------------- | ------------------------------------- | --------- | ----------------------------- |
| 385101     | 2012 VH66  | 4 out 2007  | Kitt Peak        | Spacewatch                            | —         | MPC                           |
| 385102     | 2012 VJ67  | 3 nov 2007  | Kitt Peak        | Spacewatch                            | —         | MPC                           |
| 385103     | 2012 VP78  | 15 set 2006 | Kitt Peak        | Spacewatch                            | —         | MPC                           |
| 385104     | 2012 VL80  | 1 fev 2005  | Kitt Peak        | Spacewatch                            | —         | MPC                           |
| 385105     | 2012 VT89  | 19 jun 2007 | Kitt Peak        | Spacewatch                            | —         | MPC                           |
| 385106     | 2012 VG92  | 23 fev 2007 | Mount Lemmon     | Mount Lemmon Survey                   | Juno      | MPC                           |
| 385107     | 2012 VM92  | 12 nov 1996 | Prescott         | P. G. Comba                           | Pallas    | MPC                           |
| 385108     | 2012 VL93  | 18 dez 1995 | Kitt Peak        | Spacewatch                            | —         | MPC                           |
| 385109     | 2012 VQ97  | 3 mai 2006  | Siding Spring    | SSS                                   | —         | MPC                           |
| 385110     | 2012 VE99  | 13 abr 2004 | Kitt Peak        | Spacewatch                            | —         | MPC                           |
| 385111     | 2012 VX105 | 14 abr 2010 | Kitt Peak        | Spacewatch                            | —         | MPC                           |
| 385112     | 2012 VC107 | 29 ago 2006 | Catalina         | CSS                                   | —         | MPC                           |
| 385113     | 2012 VG107 | 26 mar 2006 | Mount Lemmon     | Mount Lemmon Survey                   | —         | MPC                           |
| 385114     | 2012 WS26  | 6 set 1999  | Kitt Peak        | Spacewatch                            | —         | MPC                           |
| 385115     | 2012 XQ1   | 14 abr 2004 | Kitt Peak        | Spacewatch                            | —         | MPC                           |
| 385116     | 2012 XC10  | 18 dez 2001 | Socorro          | LINEAR                                | —         | MPC                           |
| 385117     | 2012 XX11  | 23 dez 2000 | Kitt Peak        | Spacewatch                            | —         | MPC                           |
| 385118     | 2012 XW52  | 5 dez 2007  | Mount Lemmon     | Mount Lemmon Survey                   | —         | MPC                           |
| 385119     | 2012 XA63  | 23 jan 2006 | Kitt Peak        | Spacewatch                            | —         | MPC                           |
| 385120     | 2012 XX67  | 4 dez 2007  | Mount Lemmon     | Mount Lemmon Survey                   | —         | MPC                           |
| 385121     | 2012 XT95  | 20 set 2006 | Catalina         | CSS                                   | —         | MPC                           |
| 385122     | 2012 XQ113 | 12 jan 1996 | Kitt Peak        | Spacewatch                            | —         | MPC                           |
| 385123     | 2012 XW120 | 7 out 2008  | Mount Lemmon     | Mount Lemmon Survey                   | —         | MPC                           |
| 385124     | 2012 XV153 | 14 fev 2010 | Mount Lemmon     | Mount Lemmon Survey                   | —         | MPC                           |
| 385125     | 2013 AH121 | 9 fev 2008  | Kitt Peak        | Spacewatch                            | Ursula    | MPC                           |
| 385126     | 2013 AG155 | 24 mar 2003 | Kitt Peak        | Spacewatch                            | Brangane  | MPC                           |
| 385127     | 2013 BL60  | 6 fev 1997  | Caussols         | ODAS                                  | Pallas    | MPC                           |
| 385128     | 2013 CH121 | 25 abr 2003 | Anderson Mesa    | LONEOS                                | —         | MPC                           |
| 385129     | 2013 CC215 | 14 fev 2002 | Kitt Peak        | Spacewatch                            | Vesta     | MPC                           |
| 385130     | 2013 GH79  | 28 fev 2006 | Mount Lemmon     | Mount Lemmon Survey                   | Juno      | MPC                           |
| 385131     | 2013 GH109 | 12 mar 2007 | Catalina         | CSS                                   | —         | MPC                           |
| 385132     | 2013 RO31  | 3 mai 2008  | Siding Spring    | SSS                                   | Phocaea   | MPC                           |
| 385133     | 2013 RC53  | 27 out 2005 | Catalina         | CSS                                   | —         | MPC                           |
| 385134     | 2013 SB24  | 28 mar 2008 | Mount Lemmon     | Mount Lemmon Survey                   | —         | MPC                           |
| 385135     | 2013 SC30  | 19 out 1995 | Kitt Peak        | Spacewatch                            | —         | MPC                           |
| 385136     | 2013 SF51  | 9 out 2004  | Kitt Peak        | Spacewatch                            | —         | MPC                           |
| 385137     | 2013 SN51  | 4 set 2002  | Campo Imperatore | CINEOS                                | —         | MPC                           |
| 385138     | 2013 SA67  | 9 out 2004  | Socorro          | LINEAR                                | —         | MPC                           |
| 385139     | 2013 SW86  | 31 ago 2002 | Kitt Peak        | Spacewatch                            | —         | MPC                           |
| 385140     | 2013 SX86  | 28 nov 2005 | Catalina         | CSS                                   | —         | MPC                           |
| 385141     | 2013 TG3   | 2 dez 2004  | Kitt Peak        | Spacewatch                            | —         | MPC                           |
| 385142     | 2013 TO3   | 20 abr 2007 | Mount Lemmon     | Mount Lemmon Survey                   | —         | MPC                           |
| 385143     | 2013 TT7   | 13 mar 1999 | Kitt Peak        | Spacewatch                            | —         | MPC                           |
| 385144     | 2013 TY13  | 24 nov 2000 | Anderson Mesa    | LONEOS                                | —         | MPC                           |
| 385145     | 2013 TD19  | 16 ago 2002 | Kitt Peak        | Spacewatch                            | —         | MPC                           |
| 385146     | 2013 TV24  | 3 set 2008  | Kitt Peak        | Spacewatch                            | Eos       | MPC                           |
| 385147     | 2013 TP26  | 17 nov 2006 | Mount Lemmon     | Mount Lemmon Survey                   | Mitidika  | MPC                           |
| 385148     | 2013 TA32  | 31 jan 2004 | Kitt Peak        | Spacewatch                            | —         | MPC                           |
| 385149     | 2013 TP35  | 31 jan 2006 | Siding Spring    | SSS                                   | —         | MPC                           |
| 385150     | 2013 TS38  | 3 jul 2008  | Catalina         | CSS                                   | —         | MPC                           |
| 385151     | 2013 TQ45  | 22 mai 2006 | Kitt Peak        | Spacewatch                            | —         | MPC                           |
| 385152     | 2013 TF49  | 15 mar 2004 | Kitt Peak        | Spacewatch                            | Ursula    | MPC                           |
| 385153     | 2013 TV49  | 9 jul 2005  | Kitt Peak        | Spacewatch                            | Mitidika  | MPC                           |
| 385154     | 2013 TR89  | 17 set 2006 | Catalina         | CSS                                   | —         | MPC                           |
| 385155     | 2013 TE90  | 10 out 2004 | Kitt Peak        | Spacewatch                            | —         | MPC                           |
| 385156     | 2013 TM92  | 1 out 2000  | Socorro          | LINEAR                                | —         | MPC                           |
| 385157     | 2013 TX94  | 3 nov 2004  | Kitt Peak        | Spacewatch                            | —         | MPC                           |
| 385158     | 2013 TP120 | 13 mar 2007 | Mount Lemmon     | Mount Lemmon Survey                   | —         | MPC                           |
| 385159     | 2013 TR130 | 10 abr 2005 | Mount Lemmon     | Mount Lemmon Survey                   | —         | MPC                           |
| 385160     | 2013 UW4   | 27 dez 2005 | Mount Lemmon     | Mount Lemmon Survey                   | —         | MPC                           |
| 385161     | 2013 UV5   | 5 set 2008  | Kitt Peak        | Spacewatch                            | —         | MPC                           |
| 385162     | 2013 UH11  | 27 jul 2009 | Kitt Peak        | Spacewatch                            | —         | MPC                           |
| 385163     | 2013 UN12  | 6 nov 1999  | Catalina         | CSS                                   | —         | MPC                           |
| 385164     | 2013 UT12  | 19 abr 2007 | Mount Lemmon     | Mount Lemmon Survey                   | —         | MPC                           |
| 385165     | 2013 VM    | 21 nov 2009 | Catalina         | CSS                                   | —         | MPC                           |
| 385166     | 2013 VA1   | 17 jun 1998 | Kitt Peak        | Spacewatch                            | —         | MPC                           |
| 385167     | 2013 VF5   | 6 nov 2005  | Catalina         | CSS                                   | Juno      | MPC                           |
| 385168     | 2013 VN8   | 10 mai 2005 | Kitt Peak        | Spacewatch                            | —         | MPC                           |
| 385169     | 2013 VR8   | 18 set 2003 | Kitt Peak        | Spacewatch                            | —         | MPC                           |
| 385170     | 2013 VL11  | 19 dez 2003 | Socorro          | LINEAR                                | —         | MPC                           |
| 385171     | 2013 VD16  | 5 dez 2002  | Socorro          | LINEAR                                | Mitidika  | MPC                           |
| 385172     | 2013 VD18  | 1 dez 2003  | Kitt Peak        | Spacewatch                            | —         | MPC                           |
| 385173     | 2013 VH18  | 27 out 2005 | Kitt Peak        | Spacewatch                            | —         | MPC                           |
| 385174     | 2013 WL2   | 14 mar 2010 | WISE             | WISE                                  | —         | MPC                           |
| 385175     | 2013 WU3   | 7 mai 2007  | Kitt Peak        | Spacewatch                            | Phocaea   | MPC                           |
| 385176     | 2013 WU5   | 2 dez 2008  | Mount Lemmon     | Mount Lemmon Survey                   | —         | MPC                           |
| 385177     | 2013 WB12  | 3 jun 2008  | Kitt Peak        | Spacewatch                            | —         | MPC                           |
| 385178     | 2013 WX28  | 13 set 2007 | Mount Lemmon     | Mount Lemmon Survey                   | —         | MPC                           |
| 385179     | 2013 WK45  | 11 set 2005 | Kitt Peak        | Spacewatch                            | —         | MPC                           |
| 385180     | 2013 WH53  | 10 dez 2004 | Socorro          | LINEAR                                | —         | MPC                           |
| 385181     | 2013 WE56  | 21 ago 2000 | Anderson Mesa    | LONEOS                                | —         | MPC                           |
| 385182     | 2013 WX65  | 30 jul 2008 | Mount Lemmon     | Mount Lemmon Survey                   | —         | MPC                           |
| 385183     | 2013 XH    | 13 out 2005 | Kitt Peak        | Spacewatch                            | —         | MPC                           |
| 385184     | 4119 T-3   | 16 out 1977 | Palomar          | PLS                                   | —         | MPC                           |
| 385185     | 1993 RO    | 14 set 1993 | Mauna Kea        | D. C. Jewitt, J. X. Luu               | —         | MPC                           |
| 385186     | 1994 AW1   | 11 jan 1994 | Palomar          | K. J. Lawrence, E. F. Helin           | —         | MPC                           |
| 385187     | 1995 SL19  | 18 set 1995 | Kitt Peak        | Spacewatch                            | —         | MPC                           |
| 385188     | 1995 ST49  | 25 set 1995 | Kitt Peak        | Spacewatch                            | —         | MPC                           |
| 385189     | 1996 BZ11  | 16 jan 1996 | Kitt Peak        | Spacewatch                            | —         | MPC                           |
| 385190     | 1996 XK2   | 4 dez 1996  | Prescott         | P. G. Comba                           | —         | MPC                           |
| 385191     | 1997 RT5   | 7 set 1997  | Palomar          | P. Nicholson, B. Gladman, J. A. Burns | —         | MPC                           |
| 385192     | 1997 TR12  | 2 out 1997  | Kitt Peak        | Spacewatch                            | —         | MPC                           |
| 385193     | 1998 BT3   | 18 jan 1998 | Kitt Peak        | Spacewatch                            | —         | MPC                           |
| 385194     | 1998 KG62  | 29 mai 1998 | Cerro Tololo     | G. Bernstein                          | —         | MPC                           |
| 385195     | 1999 FW76  | 20 mar 1999 | Apache Point     | SDSS                                  | —         | MPC                           |
| 385196     | 1999 FL89  | 21 mar 1999 | Apache Point     | SDSS                                  | —         | MPC                           |
| 385197     | 1999 KV5   | 17 mai 1999 | Kitt Peak        | Spacewatch                            | Brangane  | MPC                           |
| 385198     | 1999 NO37  | 14 jul 1999 | Socorro          | LINEAR                                | —         | MPC                           |
| 385199     | 1999 OE4   | 20 jul 1999 | Mauna Kea        | Mauna Kea Obs.                        | —         | MPC                           |
| 385200     | 1999 RB25  | 7 set 1999  | Socorro          | LINEAR                                | —         | MPC                           |

## 385201–385300
| Designação | Designação | Descoberta  | Descoberta    | Descobridor(es)                      | Categoria | Mais informações / Referência |
| Permanente | Provisória | Data        | Local         | Descobridor(es)                      | Categoria | Mais informações / Referência |
| ---------- | ---------- | ----------- | ------------- | ------------------------------------ | --------- | ----------------------------- |
| 385201     | 1999 RN215 | 7 set 1999  | Mauna Kea     | D. C. Jewitt, J. X. Luu, C. Trujillo | —         | MPC                           |
| 385202     | 1999 RJ246 | 7 set 1999  | Anderson Mesa | LONEOS                               | —         | MPC                           |
| 385203     | 1999 SO15  | 30 set 1999 | Catalina      | CSS                                  | —         | MPC                           |
| 385204     | 1999 SY23  | 30 set 1999 | Kitt Peak     | Spacewatch                           | Juno      | MPC                           |
| 385205     | 1999 SU28  | 21 set 1999 | Uccle         | T. Pauwels                           | —         | MPC                           |
| 385206     | 1999 TM10  | 11 out 1999 | Prescott      | P. G. Comba                          | —         | MPC                           |
| 385207     | 1999 TY45  | 3 out 1999  | Kitt Peak     | Spacewatch                           | —         | MPC                           |
| 385208     | 1999 TS110 | 4 out 1999  | Socorro       | LINEAR                               | —         | MPC                           |
| 385209     | 1999 TN141 | 6 out 1999  | Socorro       | LINEAR                               | —         | MPC                           |
| 385210     | 1999 TD146 | 7 out 1999  | Socorro       | LINEAR                               | —         | MPC                           |
| 385211     | 1999 TG212 | 15 out 1999 | Socorro       | LINEAR                               | —         | MPC                           |
| 385212     | 1999 TA250 | 9 out 1999  | Catalina      | CSS                                  | Juno      | MPC                           |
| 385213     | 1999 VN152 | 10 nov 1999 | Kitt Peak     | Spacewatch                           | —         | MPC                           |
| 385214     | 1999 VW166 | 14 nov 1999 | Socorro       | LINEAR                               | —         | MPC                           |
| 385215     | 2000 AR92  | 2 jan 2000  | Socorro       | LINEAR                               | —         | MPC                           |
| 385216     | 2000 DB9   | 26 fev 2000 | Kitt Peak     | Spacewatch                           | —         | MPC                           |
| 385217     | 2000 DF17  | 29 fev 2000 | Socorro       | LINEAR                               | —         | MPC                           |
| 385218     | 2000 DS32  | 29 fev 2000 | Socorro       | LINEAR                               | —         | MPC                           |
| 385219     | 2000 DB41  | 29 fev 2000 | Socorro       | LINEAR                               | —         | MPC                           |
| 385220     | 2000 DM57  | 29 fev 2000 | Socorro       | LINEAR                               | —         | MPC                           |
| 385221     | 2000 DT88  | 25 fev 2000 | Kitt Peak     | Spacewatch                           | —         | MPC                           |
| 385222     | 2000 DR90  | 27 fev 2000 | Kitt Peak     | Spacewatch                           | —         | MPC                           |
| 385223     | 2000 EJ176 | 3 mar 2000  | Kitt Peak     | Spacewatch                           | —         | MPC                           |
| 385224     | 2000 FE10  | 30 mar 2000 | Kitt Peak     | Spacewatch                           | —         | MPC                           |
| 385225     | 2000 GE121 | 5 abr 2000  | Kitt Peak     | Spacewatch                           | Mitidika  | MPC                           |
| 385226     | 2000 GH153 | 6 abr 2000  | Anderson Mesa | LONEOS                               | —         | MPC                           |
| 385227     | 2000 JV67  | 6 mai 2000  | Kitt Peak     | Spacewatch                           | —         | MPC                           |
| 385228     | 2000 KV33  | 29 mai 2000 | Prescott      | P. G. Comba                          | Mitidika  | MPC                           |
| 385229     | 2000 PK18  | 1 ago 2000  | Socorro       | LINEAR                               | —         | MPC                           |
| 385230     | 2000 QO109 | 31 ago 2000 | Kitt Peak     | Spacewatch                           | —         | MPC                           |
| 385231     | 2000 QQ117 | 31 ago 2000 | Socorro       | LINEAR                               | —         | MPC                           |
| 385232     | 2000 QQ227 | 31 ago 2000 | Socorro       | LINEAR                               | —         | MPC                           |
| 385233     | 2000 SZ183 | 20 set 1999 | Haleakalā     | NEAT                                 | —         | MPC                           |
| 385234     | 2000 SK213 | 25 set 2000 | Socorro       | LINEAR                               | —         | MPC                           |
| 385235     | 2000 SA216 | 26 set 2000 | Socorro       | LINEAR                               | —         | MPC                           |
| 385236     | 2000 SF258 | 24 set 2000 | Socorro       | LINEAR                               | —         | MPC                           |
| 385237     | 2000 SQ281 | 23 set 2000 | Socorro       | LINEAR                               | —         | MPC                           |
| 385238     | 2000 SX286 | 26 set 2000 | Socorro       | LINEAR                               | —         | MPC                           |
| 385239     | 2000 SG289 | 27 set 2000 | Socorro       | LINEAR                               | —         | MPC                           |
| 385240     | 2000 SW363 | 20 set 2000 | Socorro       | LINEAR                               | —         | MPC                           |
| 385241     | 2000 UE65  | 25 out 2000 | Socorro       | LINEAR                               | —         | MPC                           |
| 385242     | 2000 UZ89  | 31 out 2000 | Socorro       | LINEAR                               | —         | MPC                           |
| 385243     | 2000 VW45  | 2 nov 2000  | Socorro       | LINEAR                               | —         | MPC                           |
| 385244     | 2000 WQ    | 16 nov 2000 | Socorro       | LINEAR                               | —         | MPC                           |
| 385245     | 2000 WK2   | 16 nov 2000 | Socorro       | LINEAR                               | —         | MPC                           |
| 385246     | 2000 WS150 | 19 nov 2000 | Socorro       | LINEAR                               | —         | MPC                           |
| 385247     | 2000 YD67  | 26 dez 2000 | Haleakala     | NEAT                                 | —         | MPC                           |
| 385248     | 2001 BH79  | 4 jan 2001  | Kitt Peak     | Spacewatch                           | —         | MPC                           |
| 385249     | 2001 CU43  | 15 fev 2001 | Socorro       | LINEAR                               | —         | MPC                           |
| 385250     | 2001 DH47  | 20 fev 2001 | Socorro       | LINEAR                               | —         | MPC                           |
| 385251     | 2001 DD82  | 22 fev 2001 | Kitt Peak     | Spacewatch                           | —         | MPC                           |
| 385252     | 2001 EB18  | 1 mar 2001  | Socorro       | LINEAR                               | —         | MPC                           |
| 385253     | 2001 FM128 | 29 mar 2001 | Anderson Mesa | LONEOS                               | —         | MPC                           |
| 385254     | 2001 FO188 | 16 mar 2001 | Socorro       | LINEAR                               | —         | MPC                           |
| 385255     | 2001 KC79  | 22 mai 2001 | Cerro Tololo  | Cerro Tololo Obs.                    | —         | MPC                           |
| 385256     | 2001 OU3   | 18 jul 2001 | Palomar       | NEAT                                 | —         | MPC                           |
| 385257     | 2001 OS33  | 19 jul 2001 | Palomar       | NEAT                                 | —         | MPC                           |
| 385258     | 2001 ON43  | 22 jul 2001 | Palomar       | NEAT                                 | —         | MPC                           |
| 385259     | 2001 PP9   | 12 ago 2001 | Ondřejov      | P. Kušnirák                          | —         | MPC                           |
| 385260     | 2001 QK112 | 25 ago 2001 | Socorro       | LINEAR                               | —         | MPC                           |
| 385261     | 2001 QS158 | 23 ago 2001 | Anderson Mesa | LONEOS                               | —         | MPC                           |
| 385262     | 2001 QT162 | 23 ago 2001 | Anderson Mesa | LONEOS                               | Juno      | MPC                           |
| 385263     | 2001 QB190 | 22 ago 2001 | Socorro       | LINEAR                               | —         | MPC                           |
| 385264     | 2001 QX202 | 23 ago 2001 | Anderson Mesa | LONEOS                               | —         | MPC                           |
| 385265     | 2001 QC205 | 23 ago 2001 | Anderson Mesa | LONEOS                               | —         | MPC                           |
| 385266     | 2001 QB298 | 20 ago 2001 | Cerro Tololo  | M. W. Buie                           | —         | MPC                           |
| 385267     | 2001 QS330 | 27 ago 2001 | Anderson Mesa | LONEOS                               | —         | MPC                           |
| 385268     | 2001 RC12  | 10 set 2001 | Socorro       | LINEAR                               | —         | MPC                           |
| 385269     | 2001 RU38  | 9 set 2001  | Socorro       | LINEAR                               | —         | MPC                           |
| 385270     | 2001 RV107 | 12 set 2001 | Socorro       | LINEAR                               | Mitidika  | MPC                           |
| 385271     | 2001 RT124 | 12 set 2001 | Socorro       | LINEAR                               | —         | MPC                           |
| 385272     | 2001 RH130 | 12 set 2001 | Socorro       | LINEAR                               | —         | MPC                           |
| 385273     | 2001 SR102 | 20 set 2001 | Socorro       | LINEAR                               | —         | MPC                           |
| 385274     | 2001 SV127 | 16 set 2001 | Socorro       | LINEAR                               | —         | MPC                           |
| 385275     | 2001 SY136 | 16 set 2001 | Socorro       | LINEAR                               | —         | MPC                           |
| 385276     | 2001 ST211 | 19 set 2001 | Socorro       | LINEAR                               | Mitidika  | MPC                           |
| 385277     | 2001 SM214 | 19 set 2001 | Socorro       | LINEAR                               | —         | MPC                           |
| 385278     | 2001 SC218 | 19 set 2001 | Socorro       | LINEAR                               | —         | MPC                           |
| 385279     | 2001 SD221 | 19 set 2001 | Socorro       | LINEAR                               | Brangane  | MPC                           |
| 385280     | 2001 SO225 | 19 set 2001 | Socorro       | LINEAR                               | Mitidika  | MPC                           |
| 385281     | 2001 SA247 | 19 set 2001 | Socorro       | LINEAR                               | —         | MPC                           |
| 385282     | 2001 SB252 | 19 set 2001 | Socorro       | LINEAR                               | —         | MPC                           |
| 385283     | 2001 SS262 | 24 set 2001 | Socorro       | LINEAR                               | —         | MPC                           |
| 385284     | 2001 SA274 | 20 set 2001 | Kitt Peak     | Spacewatch                           | Mitidika  | MPC                           |
| 385285     | 2001 SN350 | 23 set 2001 | Kitt Peak     | Spacewatch                           | —         | MPC                           |
| 385286     | 2001 SA355 | 20 set 2001 | Anderson Mesa | LONEOS                               | —         | MPC                           |
| 385287     | 2001 TY26  | 14 out 2001 | Socorro       | LINEAR                               | —         | MPC                           |
| 385288     | 2001 TP84  | 14 out 2001 | Socorro       | LINEAR                               | —         | MPC                           |
| 385289     | 2001 TH99  | 19 set 2001 | Kitt Peak     | Spacewatch                           | —         | MPC                           |
| 385290     | 2001 TC137 | 14 out 2001 | Palomar       | NEAT                                 | —         | MPC                           |
| 385291     | 2001 TM159 | 11 out 2001 | Palomar       | NEAT                                 | —         | MPC                           |
| 385292     | 2001 TJ170 | 13 out 2001 | Palomar       | NEAT                                 | —         | MPC                           |
| 385293     | 2001 TO235 | 26 ago 2001 | Anderson Mesa | LONEOS                               | —         | MPC                           |
| 385294     | 2001 UN77  | 17 out 2001 | Socorro       | LINEAR                               | —         | MPC                           |
| 385295     | 2001 UY86  | 18 out 2001 | Kitt Peak     | Spacewatch                           | —         | MPC                           |
| 385296     | 2001 UA129 | 20 out 2001 | Socorro       | LINEAR                               | Mitidika  | MPC                           |
| 385297     | 2001 UY139 | 23 out 2001 | Socorro       | LINEAR                               | —         | MPC                           |
| 385298     | 2001 UP174 | 18 out 2001 | Palomar       | NEAT                                 | Mitidika  | MPC                           |
| 385299     | 2001 UA181 | 25 out 2001 | Palomar       | NEAT                                 | —         | MPC                           |
| 385300     | 2001 UB221 | 21 out 2001 | Socorro       | LINEAR                               | —         | MPC                           |

## 385301–385400
| Designação | Designação | Descoberta  | Descoberta    | Descobridor(es) | Categoria | Mais informações / Referência |
| Permanente | Provisória | Data        | Local         | Descobridor(es) | Categoria | Mais informações / Referência |
| ---------- | ---------- | ----------- | ------------- | --------------- | --------- | ----------------------------- |
| 385301     | 2001 UU226 | 16 out 2001 | Palomar       | NEAT            | Ursula    | MPC                           |
| 385302     | 2001 UQ228 | 16 out 2001 | Palomar       | NEAT            | —         | MPC                           |
| 385303     | 2001 VQ49  | 10 nov 2001 | Socorro       | LINEAR          | —         | MPC                           |
| 385304     | 2001 VU71  | 12 nov 2001 | Socorro       | LINEAR          | —         | MPC                           |
| 385305     | 2001 VK73  | 24 out 2001 | Socorro       | LINEAR          | —         | MPC                           |
| 385306     | 2001 VJ89  | 12 nov 2001 | Socorro       | LINEAR          | —         | MPC                           |
| 385307     | 2001 VQ112 | 12 nov 2001 | Socorro       | LINEAR          | —         | MPC                           |
| 385308     | 2001 VO130 | 11 nov 2001 | Apache Point  | SDSS            | —         | MPC                           |
| 385309     | 2001 WF16  | 17 nov 2001 | Socorro       | LINEAR          | —         | MPC                           |
| 385310     | 2001 XS122 | 14 dez 2001 | Socorro       | LINEAR          | —         | MPC                           |
| 385311     | 2001 XP200 | 15 dez 2001 | Socorro       | LINEAR          | —         | MPC                           |
| 385312     | 2001 XA232 | 15 dez 2001 | Socorro       | LINEAR          | —         | MPC                           |
| 385313     | 2001 XV244 | 15 dez 2001 | Socorro       | LINEAR          | —         | MPC                           |
| 385314     | 2001 YH28  | 18 dez 2001 | Socorro       | LINEAR          | —         | MPC                           |
| 385315     | 2001 YC62  | 18 dez 2001 | Socorro       | LINEAR          | —         | MPC                           |
| 385316     | 2001 YY66  | 18 dez 2001 | Socorro       | LINEAR          | —         | MPC                           |
| 385317     | 2001 YT76  | 18 dez 2001 | Socorro       | LINEAR          | —         | MPC                           |
| 385318     | 2001 YT138 | 18 dez 2001 | Kitt Peak     | Spacewatch      | —         | MPC                           |
| 385319     | 2001 YM149 | 19 dez 2001 | Palomar       | NEAT            | —         | MPC                           |
| 385320     | 2002 AL66  | 12 jan 2002 | Socorro       | LINEAR          | —         | MPC                           |
| 385321     | 2002 AX141 | 14 dez 2001 | Kitt Peak     | Spacewatch      | —         | MPC                           |
| 385322     | 2002 AE177 | 14 jan 2002 | Socorro       | LINEAR          | —         | MPC                           |
| 385323     | 2002 CH4   | 6 fev 2002  | Socorro       | LINEAR          | —         | MPC                           |
| 385324     | 2002 CJ5   | 4 fev 2002  | Palomar       | NEAT            | —         | MPC                           |
| 385325     | 2002 CK25  | 8 fev 2002  | Socorro       | LINEAR          | —         | MPC                           |
| 385326     | 2002 CK41  | 7 fev 2002  | Palomar       | NEAT            | —         | MPC                           |
| 385327     | 2002 CK58  | 9 fev 2002  | Kitt Peak     | Spacewatch      | —         | MPC                           |
| 385328     | 2002 CF188 | 10 fev 2002 | Socorro       | LINEAR          | —         | MPC                           |
| 385329     | 2002 CQ245 | 13 fev 2002 | Kitt Peak     | Spacewatch      | —         | MPC                           |
| 385330     | 2002 CL269 | 7 fev 2002  | Kitt Peak     | M. W. Buie      | Vesta     | MPC                           |
| 385331     | 2002 CJ316 | 7 fev 2002  | Palomar       | NEAT            | —         | MPC                           |
| 385332     | 2002 FA26  | 19 mar 2002 | Palomar       | NEAT            | —         | MPC                           |
| 385333     | 2002 GH6   | 13 abr 2002 | Palomar       | NEAT            | —         | MPC                           |
| 385334     | 2002 GA106 | 11 abr 2002 | Anderson Mesa | LONEOS          | —         | MPC                           |
| 385335     | 2002 GS128 | 12 abr 2002 | Socorro       | LINEAR          | —         | MPC                           |
| 385336     | 2002 GX145 | 12 abr 2002 | Socorro       | LINEAR          | —         | MPC                           |
| 385337     | 2002 GH182 | 5 abr 2002  | Palomar       | NEAT            | —         | MPC                           |
| 385338     | 2002 JJ10  | 6 mai 2002  | Socorro       | LINEAR          | —         | MPC                           |
| 385339     | 2002 JH44  | 9 mai 2002  | Socorro       | LINEAR          | —         | MPC                           |
| 385340     | 2002 JZ115 | 11 mai 2002 | La Palma      | La Palma Obs.   | Vesta     | MPC                           |
| 385341     | 2002 JW121 | 5 mai 2002  | Palomar       | NEAT            | —         | MPC                           |
| 385342     | 2002 LL    | 1 jun 2002  | Socorro       | LINEAR          | —         | MPC                           |
| 385343     | 2002 LV    | 1 jun 2002  | Socorro       | LINEAR          | —         | MPC                           |
| 385344     | 2002 NT66  | 9 jul 2002  | Palomar       | NEAT            | —         | MPC                           |
| 385345     | 2002 NW72  | 8 jul 2002  | Palomar       | NEAT            | Eos       | MPC                           |
| 385346     | 2002 OT8   | 19 jul 2002 | Palomar       | NEAT            | —         | MPC                           |
| 385347     | 2002 OA29  | 29 jul 2002 | Palomar       | NEAT            | —         | MPC                           |
| 385348     | 2002 OG33  | 18 jul 2002 | Palomar       | NEAT            | —         | MPC                           |
| 385349     | 2002 OK34  | 22 jul 2002 | Palomar       | NEAT            | —         | MPC                           |
| 385350     | 2002 PT9   | 5 ago 2002  | Palomar       | NEAT            | —         | MPC                           |
| 385351     | 2002 PM29  | 6 ago 2002  | Palomar       | NEAT            | —         | MPC                           |
| 385352     | 2002 PF36  | 6 ago 2002  | Palomar       | NEAT            | —         | MPC                           |
| 385353     | 2002 PZ46  | 10 ago 2002 | Socorro       | LINEAR          | —         | MPC                           |
| 385354     | 2002 PM80  | 10 ago 2002 | Socorro       | LINEAR          | —         | MPC                           |
| 385355     | 2002 PQ87  | 14 ago 2002 | Socorro       | LINEAR          | —         | MPC                           |
| 385356     | 2002 PC96  | 14 ago 2002 | Socorro       | LINEAR          | —         | MPC                           |
| 385357     | 2002 PJ129 | 15 ago 2002 | Anderson Mesa | LONEOS          | —         | MPC                           |
| 385358     | 2002 PO138 | 8 ago 2002  | Palomar       | NEAT            | —         | MPC                           |
| 385359     | 2002 PZ141 | 14 ago 2002 | Socorro       | LINEAR          | —         | MPC                           |
| 385360     | 2002 PW154 | 12 ago 2002 | Cerro Tololo  | M. W. Buie      | —         | MPC                           |
| 385361     | 2002 PB169 | 8 ago 2002  | Palomar       | NEAT            | —         | MPC                           |
| 385362     | 2002 PT170 | 5 ago 2002  | Mauna Kea     | Mauna Kea Obs.  | —         | MPC                           |
| 385363     | 2002 PW170 | 5 ago 2002  | Mauna Kea     | Mauna Kea Obs.  | —         | MPC                           |
| 385364     | 2002 PX173 | 8 ago 2002  | Palomar       | NEAT            | —         | MPC                           |
| 385365     | 2002 PU174 | 15 ago 2002 | Palomar       | NEAT            | —         | MPC                           |
| 385366     | 2002 PH175 | 11 ago 2002 | Palomar       | NEAT            | —         | MPC                           |
| 385367     | 2002 PE176 | 7 ago 2002  | Palomar       | NEAT            | —         | MPC                           |
| 385368     | 2002 PF179 | 12 ago 2002 | Socorro       | LINEAR          | —         | MPC                           |
| 385369     | 2002 PK179 | 8 ago 2002  | Palomar       | NEAT            | —         | MPC                           |
| 385370     | 2002 QM13  | 26 ago 2002 | Palomar       | NEAT            | Phocaea   | MPC                           |
| 385371     | 2002 QS16  | 27 ago 2002 | Palomar       | NEAT            | —         | MPC                           |
| 385372     | 2002 QJ19  | 26 ago 2002 | Palomar       | NEAT            | —         | MPC                           |
| 385373     | 2002 QK72  | 17 ago 2002 | Palomar       | NEAT            | —         | MPC                           |
| 385374     | 2002 QM119 | 30 ago 2002 | Palomar       | NEAT            | —         | MPC                           |
| 385375     | 2002 QT124 | 17 ago 2002 | Palomar       | NEAT            | —         | MPC                           |
| 385376     | 2002 RE8   | 3 set 2002  | Haleakala     | NEAT            | —         | MPC                           |
| 385377     | 2002 RJ8   | 3 set 2002  | Haleakala     | NEAT            | —         | MPC                           |
| 385378     | 2002 RV34  | 4 set 2002  | Anderson Mesa | LONEOS          | Eos       | MPC                           |
| 385379     | 2002 RN58  | 5 set 2002  | Anderson Mesa | LONEOS          | —         | MPC                           |
| 385380     | 2002 RN112 | 5 set 2002  | Socorro       | LINEAR          | Juno      | MPC                           |
| 385381     | 2002 RT125 | 5 set 2002  | Socorro       | LINEAR          | —         | MPC                           |
| 385382     | 2002 RQ236 | 15 set 2002 | Palomar       | R. Matson       | —         | MPC                           |
| 385383     | 2002 RK283 | 8 set 2002  | Haleakala     | NEAT            | —         | MPC                           |
| 385384     | 2002 SW2   | 27 set 2002 | Palomar       | NEAT            | Juno      | MPC                           |
| 385385     | 2002 ST72  | 16 set 2002 | Palomar       | NEAT            | —         | MPC                           |
| 385386     | 2002 TH11  | 1 out 2002  | Anderson Mesa | LONEOS          | —         | MPC                           |
| 385387     | 2002 TJ66  | 3 out 2002  | Socorro       | LINEAR          | —         | MPC                           |
| 385388     | 2002 TR194 | 3 out 2002  | Socorro       | LINEAR          | —         | MPC                           |
| 385389     | 2002 TT263 | 10 out 2002 | Socorro       | LINEAR          | Eos       | MPC                           |
| 385390     | 2002 TU319 | 5 out 2002  | Apache Point  | SDSS            | —         | MPC                           |
| 385391     | 2002 TL378 | 15 out 2002 | Palomar       | NEAT            | —         | MPC                           |
| 385392     | 2002 UF55  | 29 out 2002 | Apache Point  | SDSS            | —         | MPC                           |
| 385393     | 2002 VZ2   | 1 nov 2002  | La Palma      | La Palma Obs.   | —         | MPC                           |
| 385394     | 2002 VZ8   | 1 nov 2002  | Palomar       | NEAT            | —         | MPC                           |
| 385395     | 2002 VO14  | 6 nov 2002  | Socorro       | LINEAR          | —         | MPC                           |
| 385396     | 2002 VR24  | 5 nov 2002  | Socorro       | LINEAR          | —         | MPC                           |
| 385397     | 2002 VQ26  | 5 nov 2002  | Socorro       | LINEAR          | —         | MPC                           |
| 385398     | 2002 VR30  | 5 nov 2002  | Socorro       | LINEAR          | —         | MPC                           |
| 385399     | 2002 VK66  | 6 nov 2002  | Socorro       | LINEAR          | —         | MPC                           |
| 385400     | 2002 VF124 | 14 nov 2002 | Socorro       | LINEAR          | —         | MPC                           |

## 385401–385500
| Designação   | Designação | Descoberta  | Descoberta       | Descobridor(es) | Categoria | Mais informações / Referência |
| Permanente   | Provisória | Data        | Local            | Descobridor(es) | Categoria | Mais informações / Referência |
| ------------ | ---------- | ----------- | ---------------- | --------------- | --------- | ----------------------------- |
| 385401       | 2002 VF127 | 14 nov 2002 | Socorro          | LINEAR          | —         | MPC                           |
| 385402       | 2002 WZ2   | 23 nov 2002 | Palomar          | NEAT            | —         | MPC                           |
| 385403       | 2002 WE10  | 24 nov 2002 | Palomar          | NEAT            | —         | MPC                           |
| 385404       | 2002 WM30  | 24 nov 2002 | Palomar          | NEAT            | —         | MPC                           |
| 385405       | 2002 XA7   | 2 dez 2002  | Socorro          | LINEAR          | —         | MPC                           |
| 385406       | 2002 XP34  | 6 dez 2002  | Socorro          | LINEAR          | —         | MPC                           |
| 385407       | 2002 XY54  | 10 dez 2002 | Palomar          | NEAT            | —         | MPC                           |
| 385408       | 2002 XW64  | 11 dez 2002 | Socorro          | LINEAR          | —         | MPC                           |
| 385409       | 2002 XO66  | 10 dez 2002 | Socorro          | LINEAR          | —         | MPC                           |
| 385410       | 2002 XF119 | 10 dez 2002 | Palomar          | NEAT            | Brangane  | MPC                           |
| 385411       | 2002 YH19  | 31 dez 2002 | Socorro          | LINEAR          | —         | MPC                           |
| 385412       | 2003 AQ16  | 5 jan 2003  | Socorro          | LINEAR          | —         | MPC                           |
| 385413       | 2003 AS71  | 10 jan 2003 | Socorro          | LINEAR          | Juno      | MPC                           |
| 385414       | 2003 AE73  | 11 jan 2003 | Socorro          | LINEAR          | —         | MPC                           |
| 385415       | 2003 AL79  | 11 jan 2003 | Kitt Peak        | Spacewatch      | —         | MPC                           |
| 385416       | 2003 AF85  | 8 jan 2003  | Socorro          | LINEAR          | —         | MPC                           |
| 385417       | 2003 BB47  | 29 jan 2003 | Palomar          | NEAT            | —         | MPC                           |
| 385418       | 2003 BV63  | 28 jan 2003 | Palomar          | NEAT            | —         | MPC                           |
| 385419       | 2003 BK66  | 30 jan 2003 | Anderson Mesa    | LONEOS          | Juno      | MPC                           |
| 385420       | 2003 CT21  | 2 fev 2003  | Socorro          | LINEAR          | —         | MPC                           |
| 385421       | 2003 CL26  | 11 fev 2003 | Haleakala        | NEAT            | —         | MPC                           |
| 385422       | 2003 DF4   | 21 fev 2003 | Palomar          | NEAT            | —         | MPC                           |
| 385423       | 2003 DE6   | 23 fev 2003 | Palomar          | NEAT            | —         | MPC                           |
| 385424       | 2003 DU6   | 23 fev 2003 | Črni Vrh         | H. Mikuž        | —         | MPC                           |
| 385425       | 2003 DA10  | 23 fev 2003 | Socorro          | LINEAR          | —         | MPC                           |
| 385426       | 2003 EV6   | 31 jan 2003 | Socorro          | LINEAR          | —         | MPC                           |
| 385427       | 2003 ER46  | 8 mar 2003  | Socorro          | LINEAR          | —         | MPC                           |
| 385428       | 2003 EU47  | 9 mar 2003  | Anderson Mesa    | LONEOS          | Mitidika  | MPC                           |
| 385429       | 2003 EP58  | 10 mar 2003 | Anderson Mesa    | LONEOS          | —         | MPC                           |
| 385430       | 2003 EP62  | 11 mar 2003 | Kitt Peak        | Spacewatch      | —         | MPC                           |
| 385431       | 2003 FA4   | 25 mar 2003 | Haleakala        | NEAT            | —         | MPC                           |
| 385432       | 2003 FF13  | 7 mar 2003  | Anderson Mesa    | LONEOS          | —         | MPC                           |
| 385433       | 2003 FR56  | 26 mar 2003 | Palomar          | NEAT            | —         | MPC                           |
| 385434       | 2003 FZ62  | 26 mar 2003 | Palomar          | NEAT            | —         | MPC                           |
| 385435       | 2003 FA131 | 22 mar 2003 | Palomar          | NEAT            | —         | MPC                           |
| 385436       | 2003 FQ133 | 27 mar 2003 | Kitt Peak        | Spacewatch      | Mitidika  | MPC                           |
| 385437       | 2003 GH55  | 1 abr 2003  | Cerro Tololo     | DLS             | —         | MPC                           |
| 385438       | 2003 HQ3   | 24 abr 2003 | Anderson Mesa    | LONEOS          | —         | MPC                           |
| 385439       | 2003 HS25  | 25 abr 2003 | Kitt Peak        | Spacewatch      | —         | MPC                           |
| 385440       | 2003 MC6   | 26 jun 2003 | Socorro          | LINEAR          | —         | MPC                           |
| 385441       | 2003 OG5   | 22 jul 2003 | Haleakala        | NEAT            | —         | MPC                           |
| 385442       | 2003 OM6   | 22 jul 2003 | Campo Imperatore | CINEOS          | —         | MPC                           |
| 385443       | 2003 QX7   | 21 ago 2003 | Palomar          | NEAT            | —         | MPC                           |
| 385444       | 2003 QU26  | 22 ago 2003 | Haleakala        | NEAT            | —         | MPC                           |
| 385445       | 2003 QH91  | 24 ago 2003 | Cerro Tololo     | M. W. Buie      | —         | MPC                           |
| 385446 Manwë | 2003 QW111 | 25 ago 2003 | Cerro Tololo     | M. W. Buie      | Vesta     | MPC                           |
| 385447       | 2003 QF113 | 25 ago 2003 | Cerro Tololo     | M. W. Buie      | —         | MPC                           |
| 385448       | 2003 QC115 | 23 ago 2003 | Socorro          | LINEAR          | —         | MPC                           |
| 385449       | 2003 SO23  | 17 set 2003 | Kitt Peak        | Spacewatch      | —         | MPC                           |
| 385450       | 2003 SN26  | 17 set 2003 | Haleakala        | NEAT            | —         | MPC                           |
| 385451       | 2003 SD53  | 19 set 2003 | Palomar          | NEAT            | —         | MPC                           |
| 385452       | 2003 SD64  | 17 set 2003 | Campo Imperatore | CINEOS          | —         | MPC                           |
| 385453       | 2003 SS91  | 18 set 2003 | Socorro          | LINEAR          | —         | MPC                           |
| 385454       | 2003 SP168 | 23 set 2003 | Haleakala        | NEAT            | —         | MPC                           |
| 385455       | 2003 SW236 | 19 set 2003 | Campo Imperatore | CINEOS          | —         | MPC                           |
| 385456       | 2003 SC279 | 30 set 2003 | Kitt Peak        | Spacewatch      | —         | MPC                           |
| 385457       | 2003 ST285 | 20 set 2003 | Kitt Peak        | Spacewatch      | Phocaea   | MPC                           |
| 385458       | 2003 SP317 | 25 set 2003 | Mauna Kea        | Mauna Kea Obs.  | —         | MPC                           |
| 385459       | 2003 SG332 | 28 set 2003 | Socorro          | LINEAR          | —         | MPC                           |
| 385460       | 2003 SR348 | 18 set 2003 | Kitt Peak        | Spacewatch      | —         | MPC                           |
| 385461       | 2003 SY379 | 26 set 2003 | Apache Point     | SDSS            | —         | MPC                           |
| 385462       | 2003 TY3   | 2 out 2003  | Kitt Peak        | Spacewatch      | —         | MPC                           |
| 385463       | 2003 TG8   | 2 out 2003  | Kitt Peak        | Spacewatch      | —         | MPC                           |
| 385464       | 2003 TQ16  | 14 out 2003 | Anderson Mesa    | LONEOS          | —         | MPC                           |
| 385465       | 2003 UF35  | 1 out 2003  | Kitt Peak        | Spacewatch      | —         | MPC                           |
| 385466       | 2003 UO40  | 22 set 2003 | Kitt Peak        | Spacewatch      | —         | MPC                           |
| 385467       | 2003 UD74  | 16 out 2003 | Palomar          | NEAT            | —         | MPC                           |
| 385468       | 2003 UF108 | 19 out 2003 | Kitt Peak        | Spacewatch      | —         | MPC                           |
| 385469       | 2003 UE130 | 18 out 2003 | Palomar          | NEAT            | Eos       | MPC                           |
| 385470       | 2003 UT140 | 28 set 2003 | Anderson Mesa    | LONEOS          | —         | MPC                           |
| 385471       | 2003 UD188 | 18 out 2003 | Anderson Mesa    | LONEOS          | —         | MPC                           |
| 385472       | 2003 UP193 | 20 out 2003 | Socorro          | LINEAR          | —         | MPC                           |
| 385473       | 2003 UJ230 | 23 out 2003 | Kitt Peak        | Spacewatch      | —         | MPC                           |
| 385474       | 2003 UC281 | 28 out 2003 | Socorro          | LINEAR          | —         | MPC                           |
| 385475       | 2003 UL288 | 23 out 2003 | Kitt Peak        | M. W. Buie      | —         | MPC                           |
| 385476       | 2003 UC331 | 18 out 2003 | Apache Point     | SDSS            | Phocaea   | MPC                           |
| 385477       | 2003 VH3   | 15 nov 2003 | Kitt Peak        | Spacewatch      | —         | MPC                           |
| 385478       | 2003 WS8   | 16 nov 2003 | Kitt Peak        | Spacewatch      | —         | MPC                           |
| 385479       | 2003 WE10  | 18 nov 2003 | Kitt Peak        | Spacewatch      | —         | MPC                           |
| 385480       | 2003 WE16  | 23 out 2003 | Kitt Peak        | Spacewatch      | —         | MPC                           |
| 385481       | 2003 WL45  | 19 nov 2003 | Palomar          | NEAT            | —         | MPC                           |
| 385482       | 2003 WK81  | 20 nov 2003 | Socorro          | LINEAR          | —         | MPC                           |
| 385483       | 2003 WF84  | 21 nov 2003 | Kitt Peak        | Spacewatch      | —         | MPC                           |
| 385484       | 2003 WB122 | 20 nov 2003 | Socorro          | LINEAR          | —         | MPC                           |
| 385485       | 2003 WJ122 | 23 out 2003 | Kitt Peak        | Spacewatch      | —         | MPC                           |
| 385486       | 2003 WP178 | 20 nov 2003 | Kitt Peak        | M. W. Buie      | —         | MPC                           |
| 385487       | 2003 YJ44  | 19 dez 2003 | Kitt Peak        | Spacewatch      | —         | MPC                           |
| 385488       | 2003 YK104 | 21 dez 2003 | Kitt Peak        | Spacewatch      | —         | MPC                           |
| 385489       | 2004 BE34  | 19 jan 2004 | Kitt Peak        | Spacewatch      | —         | MPC                           |
| 385490       | 2004 BY97  | 27 jan 2004 | Kitt Peak        | Spacewatch      | —         | MPC                           |
| 385491       | 2004 BD102 | 29 jan 2004 | Kitt Peak        | Spacewatch      | —         | MPC                           |
| 385492       | 2004 CU39  | 13 fev 2004 | Kitt Peak        | Spacewatch      | —         | MPC                           |
| 385493       | 2004 CN49  | 14 jan 2002 | Kitt Peak        | Spacewatch      | Vesta     | MPC                           |
| 385494       | 2004 CO51  | 11 fev 2004 | Palomar          | NEAT            | Juno      | MPC                           |
| 385495       | 2004 CX95  | 13 fev 2004 | Kitt Peak        | Spacewatch      | —         | MPC                           |
| 385496       | 2004 CF99  | 15 fev 2004 | Socorro          | LINEAR          | —         | MPC                           |
| 385497       | 2004 DD    | 17 fev 2004 | Kitt Peak        | Spacewatch      | —         | MPC                           |
| 385498       | 2004 DP27  | 16 fev 2004 | Catalina         | CSS             | —         | MPC                           |
| 385499       | 2004 DJ63  | 29 fev 2004 | Kitt Peak        | Spacewatch      | —         | MPC                           |
| 385500       | 2004 DA73  | 17 fev 2004 | Kitt Peak        | Spacewatch      | —         | MPC                           |

## 385501–385600
| Designação    | Designação | Descoberta  | Descoberta       | Descobridor(es)             | Categoria | Mais informações / Referência |
| Permanente    | Provisória | Data        | Local            | Descobridor(es)             | Categoria | Mais informações / Referência |
| ------------- | ---------- | ----------- | ---------------- | --------------------------- | --------- | ----------------------------- |
| 385501        | 2004 EZ24  | 15 mar 2004 | Socorro          | LINEAR                      | Juno      | MPC                           |
| 385502        | 2004 EG46  | 25 fev 2004 | Socorro          | LINEAR                      | —         | MPC                           |
| 385503        | 2004 EL47  | 15 mar 2004 | Catalina         | CSS                         | —         | MPC                           |
| 385504        | 2004 ED48  | 15 mar 2004 | Catalina         | CSS                         | —         | MPC                           |
| 385505        | 2004 EX48  | 15 mar 2004 | Catalina         | CSS                         | —         | MPC                           |
| 385506        | 2004 EO112 | 15 mar 2004 | Socorro          | LINEAR                      | —         | MPC                           |
| 385507        | 2004 FZ31  | 17 mar 2004 | Socorro          | LINEAR                      | —         | MPC                           |
| 385508        | 2004 FT53  | 17 mar 2004 | Kitt Peak        | Spacewatch                  | —         | MPC                           |
| 385509        | 2004 FC81  | 16 mar 2004 | Socorro          | LINEAR                      | —         | MPC                           |
| 385510        | 2004 FB105 | 23 mar 2004 | Kitt Peak        | Spacewatch                  | Brangane  | MPC                           |
| 385511        | 2004 FU124 | 27 mar 2004 | Socorro          | LINEAR                      | —         | MPC                           |
| 385512        | 2004 FP153 | 17 mar 2004 | Kitt Peak        | Spacewatch                  | —         | MPC                           |
| 385513        | 2004 GE54  | 13 abr 2004 | Kitt Peak        | Spacewatch                  | —         | MPC                           |
| 385514        | 2004 GY59  | 13 abr 2004 | Kitt Peak        | Spacewatch                  | —         | MPC                           |
| 385515        | 2004 GV88  | 14 abr 2004 | Kitt Peak        | Spacewatch                  | —         | MPC                           |
| 385516        | 2004 HC3   | 31 mar 2004 | Kitt Peak        | Spacewatch                  | —         | MPC                           |
| 385517        | 2004 HP20  | 19 abr 2004 | Socorro          | LINEAR                      | —         | MPC                           |
| 385518        | 2004 HP54  | 21 abr 2004 | Catalina         | CSS                         | —         | MPC                           |
| 385519        | 2004 HO78  | 21 abr 2004 | Kitt Peak        | Spacewatch                  | —         | MPC                           |
| 385520        | 2004 JK8   | 12 mai 2004 | Catalina         | CSS                         | —         | MPC                           |
| 385521        | 2004 JR10  | 27 mai 1997 | Kitt Peak        | Spacewatch                  | —         | MPC                           |
| 385522        | 2004 LH3   | 6 jun 2004  | Palomar          | NEAT                        | —         | MPC                           |
| 385523        | 2004 LL14  | 11 jun 2004 | Socorro          | LINEAR                      | —         | MPC                           |
| 385524        | 2004 MR8   | 29 jun 2004 | Siding Spring    | SSS                         | —         | MPC                           |
| 385525        | 2004 NZ1   | 9 jul 2004  | Palomar          | NEAT                        | —         | MPC                           |
| 385526        | 2004 OC    | 16 jul 2004 | Socorro          | LINEAR                      | —         | MPC                           |
| 385527        | 2004 OK14  | 17 jul 2004 | Cerro Tololo     | M. W. Buie                  | Vesta     | MPC                           |
| 385528        | 2004 OR15  | 22 jul 2004 | Mauna Kea        | CFEPS                       | —         | MPC                           |
| 385529        | 2004 PT7   | 6 ago 2004  | Palomar          | NEAT                        | —         | MPC                           |
| 385530        | 2004 PQ26  | 8 ago 2004  | Socorro          | LINEAR                      | Juno      | MPC                           |
| 385531        | 2004 PX36  | 9 ago 2004  | Socorro          | LINEAR                      | Phocaea   | MPC                           |
| 385532        | 2004 PM64  | 10 ago 2004 | Socorro          | LINEAR                      | Juno      | MPC                           |
| 385533        | 2004 QD29  | 19 ago 2004 | Mauna Kea        | B. Gladman                  | —         | MPC                           |
| 385534        | 2004 RD5   | 4 set 2004  | Palomar          | NEAT                        | —         | MPC                           |
| 385535        | 2004 RL24  | 8 set 2004  | Socorro          | LINEAR                      | Juno      | MPC                           |
| 385536        | 2004 RP36  | 7 set 2004  | Socorro          | LINEAR                      | —         | MPC                           |
| 385537        | 2004 RM42  | 8 set 2004  | Campo Imperatore | CINEOS                      | —         | MPC                           |
| 385538        | 2004 RJ63  | 8 set 2004  | Socorro          | LINEAR                      | —         | MPC                           |
| 385539        | 2004 RP73  | 8 set 2004  | Socorro          | LINEAR                      | —         | MPC                           |
| 385540        | 2004 RT145 | 9 set 2004  | Socorro          | LINEAR                      | Juno      | MPC                           |
| 385541        | 2004 RF153 | 10 set 2004 | Socorro          | LINEAR                      | —         | MPC                           |
| 385542        | 2004 RN179 | 10 set 2004 | Socorro          | LINEAR                      | —         | MPC                           |
| 385543        | 2004 RU198 | 10 set 2004 | Socorro          | LINEAR                      | —         | MPC                           |
| 385544        | 2004 RH230 | 9 set 2004  | Kitt Peak        | Spacewatch                  | —         | MPC                           |
| 385545        | 2004 RS237 | 10 set 2004 | Kitt Peak        | Spacewatch                  | —         | MPC                           |
| 385546        | 2004 RP262 | 10 set 2004 | Kitt Peak        | Spacewatch                  | —         | MPC                           |
| 385547        | 2004 RQ307 | 13 set 2004 | Socorro          | LINEAR                      | —         | MPC                           |
| 385548        | 2004 RB341 | 7 set 2004  | Socorro          | LINEAR                      | —         | MPC                           |
| 385549        | 2004 SZ3   | 17 set 2004 | Socorro          | LINEAR                      | —         | MPC                           |
| 385550        | 2004 SW52  | 22 set 2004 | Socorro          | LINEAR                      | —         | MPC                           |
| 385551        | 2004 TU6   | 3 out 2004  | Palomar          | NEAT                        | —         | MPC                           |
| 385552        | 2004 TO30  | 4 out 2004  | Kitt Peak        | Spacewatch                  | —         | MPC                           |
| 385553        | 2004 TS32  | 4 out 2004  | Kitt Peak        | Spacewatch                  | Juno      | MPC                           |
| 385554        | 2004 TP64  | 5 out 2004  | Kitt Peak        | Spacewatch                  | —         | MPC                           |
| 385555        | 2004 TO71  | 6 out 2004  | Kitt Peak        | Spacewatch                  | —         | MPC                           |
| 385556        | 2004 TU73  | 6 out 2004  | Kitt Peak        | Spacewatch                  | —         | MPC                           |
| 385557        | 2004 TF74  | 6 out 2004  | Kitt Peak        | Spacewatch                  | —         | MPC                           |
| 385558        | 2004 TU80  | 5 out 2004  | Kitt Peak        | Spacewatch                  | —         | MPC                           |
| 385559        | 2004 TY92  | 5 out 2004  | Kitt Peak        | Spacewatch                  | —         | MPC                           |
| 385560        | 2004 TA134 | 7 out 2004  | Palomar          | NEAT                        | —         | MPC                           |
| 385561        | 2004 TO140 | 4 out 2004  | Kitt Peak        | Spacewatch                  | —         | MPC                           |
| 385562        | 2004 TA156 | 6 out 2004  | Kitt Peak        | Spacewatch                  | —         | MPC                           |
| 385563        | 2004 TR160 | 6 out 2004  | Kitt Peak        | Spacewatch                  | —         | MPC                           |
| 385564        | 2004 TG195 | 7 out 2004  | Kitt Peak        | Spacewatch                  | —         | MPC                           |
| 385565        | 2004 TD196 | 7 out 2004  | Kitt Peak        | Spacewatch                  | —         | MPC                           |
| 385566        | 2004 TB244 | 6 out 2004  | Saint-Sulpice    | Saint-Sulpice Obs.          | —         | MPC                           |
| 385567        | 2004 TZ274 | 9 out 2004  | Kitt Peak        | Spacewatch                  | —         | MPC                           |
| 385568        | 2004 TW289 | 10 out 2004 | Socorro          | LINEAR                      | Phocaea   | MPC                           |
| 385569        | 2004 TO332 | 9 out 2004  | Kitt Peak        | Spacewatch                  | —         | MPC                           |
| 385570        | 2004 TH367 | 8 out 2004  | Socorro          | LINEAR                      | —         | MPC                           |
| 385571 Otrera | 2004 UP10  | 16 out 2004 | Las Campanas     | S. S. Sheppard, C. Trujillo | Vesta     | MPC                           |
| 385572        | 2004 VS1   | 4 nov 2004  | Needville        | J. Dellinger, P. Garossino  | —         | MPC                           |
| 385573        | 2004 VX7   | 3 nov 2004  | Kitt Peak        | Spacewatch                  | —         | MPC                           |
| 385574        | 2004 VA18  | 4 nov 2004  | Kitt Peak        | Spacewatch                  | —         | MPC                           |
| 385575        | 2004 VY27  | 5 nov 2004  | Palomar          | NEAT                        | —         | MPC                           |
| 385576        | 2004 VZ35  | 4 nov 2004  | Kitt Peak        | Spacewatch                  | —         | MPC                           |
| 385577        | 2004 VU50  | 4 nov 2004  | Kitt Peak        | Spacewatch                  | —         | MPC                           |
| 385578        | 2004 VL76  | 9 out 2004  | Socorro          | LINEAR                      | Phocaea   | MPC                           |
| 385579        | 2004 WV9   | 17 nov 2004 | CBA-East         | CBA-East Obs.               | —         | MPC                           |
| 385580        | 2004 XO14  | 10 dez 2004 | Catalina         | CSS                         | —         | MPC                           |
| 385581        | 2004 XZ17  | 7 dez 2004  | Socorro          | LINEAR                      | Phocaea   | MPC                           |
| 385582        | 2004 XA30  | 10 dez 2004 | Socorro          | LINEAR                      | —         | MPC                           |
| 385583        | 2004 XC30  | 10 dez 2004 | Anderson Mesa    | LONEOS                      | —         | MPC                           |
| 385584        | 2004 XZ48  | 11 dez 2004 | Kitt Peak        | Spacewatch                  | —         | MPC                           |
| 385585        | 2004 XY72  | 9 dez 2004  | Catalina         | CSS                         | —         | MPC                           |
| 385586        | 2004 XB78  | 10 dez 2004 | Socorro          | LINEAR                      | —         | MPC                           |
| 385587        | 2004 XA101 | 14 dez 2004 | Socorro          | LINEAR                      | —         | MPC                           |
| 385588        | 2004 XK102 | 11 dez 2004 | Socorro          | LINEAR                      | —         | MPC                           |
| 385589        | 2004 XM110 | 14 dez 2004 | Socorro          | LINEAR                      | —         | MPC                           |
| 385590        | 2004 XV115 | 12 dez 2004 | Kitt Peak        | Spacewatch                  | —         | MPC                           |
| 385591        | 2004 XB136 | 15 dez 2004 | Socorro          | LINEAR                      | —         | MPC                           |
| 385592        | 2005 AX14  | 6 jan 2005  | Catalina         | CSS                         | —         | MPC                           |
| 385593        | 2005 AN30  | 9 jan 2005  | Catalina         | CSS                         | —         | MPC                           |
| 385594        | 2005 AF78  | 15 jan 2005 | Kitt Peak        | Spacewatch                  | —         | MPC                           |
| 385595        | 2005 BR26  | 19 jan 2005 | Socorro          | LINEAR                      | —         | MPC                           |
| 385596        | 2005 CO15  | 2 fev 2005  | Socorro          | LINEAR                      | —         | MPC                           |
| 385597        | 2005 CU47  | 2 fev 2005  | Kitt Peak        | Spacewatch                  | —         | MPC                           |
| 385598        | 2005 EX9   | 2 mar 2005  | Kitt Peak        | Spacewatch                  | —         | MPC                           |
| 385599        | 2005 EN84  | 4 mar 2005  | Socorro          | LINEAR                      | —         | MPC                           |
| 385600        | 2005 EH112 | 4 mar 2005  | Socorro          | LINEAR                      | —         | MPC                           |

## 385601–385700
| Designação | Designação | Descoberta  | Descoberta    | Descobridor(es)             | Categoria | Mais informações / Referência |
| Permanente | Provisória | Data        | Local         | Descobridor(es)             | Categoria | Mais informações / Referência |
| ---------- | ---------- | ----------- | ------------- | --------------------------- | --------- | ----------------------------- |
| 385601     | 2005 ES116 | 4 mar 2005  | Mount Lemmon  | Mount Lemmon Survey         | —         | MPC                           |
| 385602     | 2005 EK130 | 9 mar 2005  | Mount Lemmon  | Mount Lemmon Survey         | —         | MPC                           |
| 385603     | 2005 ED184 | 9 mar 2005  | Mount Lemmon  | Mount Lemmon Survey         | —         | MPC                           |
| 385604     | 2005 EV205 | 13 mar 2005 | Mount Lemmon  | Mount Lemmon Survey         | Flora     | MPC                           |
| 385605     | 2005 EJ225 | 14 mar 2005 | Mount Lemmon  | Mount Lemmon Survey         | —         | MPC                           |
| 385606     | 2005 EV250 | 9 mar 2005  | Socorro       | LINEAR                      | —         | MPC                           |
| 385607     | 2005 EO297 | 11 mar 2005 | Kitt Peak     | M. W. Buie                  | —         | MPC                           |
| 385608     | 2005 GM10  | 11 mar 2005 | Kitt Peak     | Spacewatch                  | —         | MPC                           |
| 385609     | 2005 GS34  | 1 abr 2005  | Anderson Mesa | LONEOS                      | —         | MPC                           |
| 385610     | 2005 GV56  | 6 abr 2005  | Kitt Peak     | Spacewatch                  | —         | MPC                           |
| 385611     | 2005 GC65  | 2 abr 2005  | Catalina      | CSS                         | —         | MPC                           |
| 385612     | 2005 GQ79  | 6 abr 2005  | Mount Lemmon  | Mount Lemmon Survey         | —         | MPC                           |
| 385613     | 2005 GP91  | 6 abr 2005  | Kitt Peak     | Spacewatch                  | —         | MPC                           |
| 385614     | 2005 GA142 | 10 abr 2005 | Kitt Peak     | Spacewatch                  | Eos       | MPC                           |
| 385615     | 2005 GF210 | 9 abr 2005  | Catalina      | CSS                         | —         | MPC                           |
| 385616     | 2005 JP128 | 13 mai 2005 | Kitt Peak     | Spacewatch                  | —         | MPC                           |
| 385617     | 2005 ML21  | 30 jun 2005 | Kitt Peak     | Spacewatch                  | —         | MPC                           |
| 385618     | 2005 MW21  | 30 jun 2005 | Kitt Peak     | Spacewatch                  | —         | MPC                           |
| 385619     | 2005 MB22  | 30 jun 2005 | Kitt Peak     | Spacewatch                  | —         | MPC                           |
| 385620     | 2005 MA26  | 1 jun 2005  | Mount Lemmon  | Mount Lemmon Survey         | —         | MPC                           |
| 385621     | 2005 MS31  | 28 jun 2005 | Kitt Peak     | Spacewatch                  | —         | MPC                           |
| 385622     | 2005 NR4   | 3 jul 2005  | Mount Lemmon  | Mount Lemmon Survey         | Mitidika  | MPC                           |
| 385623     | 2005 NT5   | 3 jul 2005  | Mount Lemmon  | Mount Lemmon Survey         | —         | MPC                           |
| 385624     | 2005 ND22  | 1 jul 2005  | Kitt Peak     | Spacewatch                  | —         | MPC                           |
| 385625     | 2005 NS30  | 4 jul 2005  | Kitt Peak     | Spacewatch                  | —         | MPC                           |
| 385626     | 2005 NO31  | 4 jul 2005  | Palomar       | NEAT                        | —         | MPC                           |
| 385627     | 2005 NZ43  | 6 jul 2005  | Kitt Peak     | Spacewatch                  | —         | MPC                           |
| 385628     | 2005 NG84  | 2 jul 2005  | Kitt Peak     | Spacewatch                  | —         | MPC                           |
| 385629     | 2005 OU18  | 30 jul 2005 | Palomar       | NEAT                        | —         | MPC                           |
| 385630     | 2005 OP21  | 28 jul 2005 | Palomar       | NEAT                        | —         | MPC                           |
| 385631     | 2005 QK52  | 27 ago 2005 | Kitt Peak     | Spacewatch                  | —         | MPC                           |
| 385632     | 2005 QQ52  | 27 ago 2005 | Haleakala     | NEAT                        | —         | MPC                           |
| 385633     | 2005 QD57  | 29 ago 2005 | Vicques       | M. Ory                      | —         | MPC                           |
| 385634     | 2005 QW65  | 12 jul 2005 | Anderson Mesa | LONEOS                      | —         | MPC                           |
| 385635     | 2005 QX73  | 29 ago 2005 | Anderson Mesa | LONEOS                      | —         | MPC                           |
| 385636     | 2005 QS75  | 30 ago 2005 | Kitt Peak     | Spacewatch                  | —         | MPC                           |
| 385637     | 2005 QQ88  | 29 ago 2005 | Saint-Véran   | Saint-Véran Obs.            | Mitidika  | MPC                           |
| 385638     | 2005 QY110 | 27 ago 2005 | Palomar       | NEAT                        | —         | MPC                           |
| 385639     | 2005 QB116 | 28 ago 2005 | Kitt Peak     | Spacewatch                  | —         | MPC                           |
| 385640     | 2005 QW116 | 28 ago 2005 | Kitt Peak     | Spacewatch                  | —         | MPC                           |
| 385641     | 2005 QT120 | 28 ago 2005 | Kitt Peak     | Spacewatch                  | —         | MPC                           |
| 385642     | 2005 QX131 | 28 ago 2005 | Kitt Peak     | Spacewatch                  | —         | MPC                           |
| 385643     | 2005 QR133 | 28 ago 2005 | Kitt Peak     | Spacewatch                  | —         | MPC                           |
| 385644     | 2005 QH138 | 28 ago 2005 | Kitt Peak     | Spacewatch                  | Mitidika  | MPC                           |
| 385645     | 2005 QS174 | 31 ago 2005 | Kitt Peak     | Spacewatch                  | —         | MPC                           |
| 385646     | 2005 QN175 | 31 ago 2005 | Kitt Peak     | Spacewatch                  | —         | MPC                           |
| 385647     | 2005 QR178 | 29 ago 2005 | Kitt Peak     | Spacewatch                  | —         | MPC                           |
| 385648     | 2005 QU181 | 31 ago 2005 | Anderson Mesa | LONEOS                      | —         | MPC                           |
| 385649     | 2005 QG190 | 31 ago 2005 | Kitt Peak     | Spacewatch                  | —         | MPC                           |
| 385650     | 2005 RW11  | 11 set 2005 | Junk Bond     | D. Healy                    | Mitidika  | MPC                           |
| 385651     | 2005 RZ14  | 1 set 2005  | Kitt Peak     | Spacewatch                  | —         | MPC                           |
| 385652     | 2005 RU21  | 6 set 2005  | Anderson Mesa | LONEOS                      | —         | MPC                           |
| 385653     | 2005 RL23  | 29 ago 2005 | Kitt Peak     | Spacewatch                  | —         | MPC                           |
| 385654     | 2005 RY23  | 10 set 2005 | Anderson Mesa | LONEOS                      | —         | MPC                           |
| 385655     | 2005 RW40  | 6 set 2005  | Anderson Mesa | LONEOS                      | —         | MPC                           |
| 385656     | 2005 RK51  | 10 set 2005 | Anderson Mesa | LONEOS                      | —         | MPC                           |
| 385657     | 2005 SQ14  | 25 set 2005 | Catalina      | CSS                         | —         | MPC                           |
| 385658     | 2005 SS21  | 26 set 2005 | Kitt Peak     | Spacewatch                  | —         | MPC                           |
| 385659     | 2005 SZ35  | 23 set 2005 | Kitt Peak     | Spacewatch                  | —         | MPC                           |
| 385660     | 2005 SM47  | 24 set 2005 | Kitt Peak     | Spacewatch                  | —         | MPC                           |
| 385661     | 2005 SZ51  | 24 set 2005 | Kitt Peak     | Spacewatch                  | —         | MPC                           |
| 385662     | 2005 SH92  | 24 set 2005 | Kitt Peak     | Spacewatch                  | —         | MPC                           |
| 385663     | 2005 SH95  | 25 set 2005 | Kitt Peak     | Spacewatch                  | —         | MPC                           |
| 385664     | 2005 SG99  | 25 set 2005 | Kitt Peak     | Spacewatch                  | —         | MPC                           |
| 385665     | 2005 SR99  | 25 set 2005 | Kitt Peak     | Spacewatch                  | —         | MPC                           |
| 385666     | 2005 SH100 | 25 set 2005 | Kitt Peak     | Spacewatch                  | —         | MPC                           |
| 385667     | 2005 ST113 | 27 set 2005 | Kitt Peak     | Spacewatch                  | Mitidika  | MPC                           |
| 385668     | 2005 ST130 | 29 set 2005 | Mount Lemmon  | Mount Lemmon Survey         | —         | MPC                           |
| 385669     | 2005 SS144 | 25 set 2005 | Kitt Peak     | Spacewatch                  | —         | MPC                           |
| 385670     | 2005 SD145 | 25 set 2005 | Kitt Peak     | Spacewatch                  | —         | MPC                           |
| 385671     | 2005 SB167 | 14 set 2005 | Catalina      | CSS                         | —         | MPC                           |
| 385672     | 2005 SK169 | 29 set 2005 | Kitt Peak     | Spacewatch                  | —         | MPC                           |
| 385673     | 2005 SD179 | 29 set 2005 | Anderson Mesa | LONEOS                      | —         | MPC                           |
| 385674     | 2005 SW183 | 29 set 2005 | Kitt Peak     | Spacewatch                  | —         | MPC                           |
| 385675     | 2005 SY187 | 29 set 2005 | Mount Lemmon  | Mount Lemmon Survey         | Mitidika  | MPC                           |
| 385676     | 2005 SR188 | 29 set 2005 | Mount Lemmon  | Mount Lemmon Survey         | —         | MPC                           |
| 385677     | 2005 SS195 | 30 set 2005 | Kitt Peak     | Spacewatch                  | —         | MPC                           |
| 385678     | 2005 SQ204 | 30 set 2005 | Anderson Mesa | LONEOS                      | —         | MPC                           |
| 385679     | 2005 SV206 | 30 set 2005 | Mount Lemmon  | Mount Lemmon Survey         | Mitidika  | MPC                           |
| 385680     | 2005 SX206 | 30 set 2005 | Mount Lemmon  | Mount Lemmon Survey         | —         | MPC                           |
| 385681     | 2005 SA211 | 30 set 2005 | Palomar       | NEAT                        | —         | MPC                           |
| 385682     | 2005 SN239 | 30 set 2005 | Kitt Peak     | Spacewatch                  | Mitidika  | MPC                           |
| 385683     | 2005 SA249 | 30 set 2005 | Mount Lemmon  | Mount Lemmon Survey         | —         | MPC                           |
| 385684     | 2005 SF252 | 24 set 2005 | Palomar       | NEAT                        | —         | MPC                           |
| 385685     | 2005 SK255 | 22 set 2005 | Palomar       | NEAT                        | —         | MPC                           |
| 385686     | 2005 SO260 | 23 set 2005 | Kitt Peak     | Spacewatch                  | —         | MPC                           |
| 385687     | 2005 SF286 | 25 set 2005 | Apache Point  | A. C. Becker                | —         | MPC                           |
| 385688     | 2005 TK12  | 1 out 2005  | Kitt Peak     | Spacewatch                  | Mitidika  | MPC                           |
| 385689     | 2005 TP16  | 1 out 2005  | Kitt Peak     | Spacewatch                  | —         | MPC                           |
| 385690     | 2005 TM37  | 14 set 2005 | Kitt Peak     | Spacewatch                  | —         | MPC                           |
| 385691     | 2005 TX45  | 30 set 2005 | Mount Lemmon  | Mount Lemmon Survey         | —         | MPC                           |
| 385692     | 2005 TH52  | 5 out 2005  | Kitt Peak     | Spacewatch                  | —         | MPC                           |
| 385693     | 2005 TR52  | 11 out 2005 | Junk Bond     | D. Healy                    | —         | MPC                           |
| 385694     | 2005 TV60  | 3 out 2005  | Kitt Peak     | Spacewatch                  | —         | MPC                           |
| 385695     | 2005 TO74  | 8 out 2005  | Las Campanas  | C. Trujillo, S. S. Sheppard | Vesta     | MPC                           |
| 385696     | 2005 TV100 | 7 out 2005  | Catalina      | CSS                         | —         | MPC                           |
| 385697     | 2005 TC104 | 30 set 2005 | Catalina      | CSS                         | —         | MPC                           |
| 385698     | 2005 TB114 | 27 set 2005 | Kitt Peak     | Spacewatch                  | —         | MPC                           |
| 385699     | 2005 TX121 | 7 out 2005  | Kitt Peak     | Spacewatch                  | —         | MPC                           |
| 385700     | 2005 TL153 | 7 out 2005  | Mount Lemmon  | Mount Lemmon Survey         | —         | MPC                           |

## 385701–385800
| Designação | Designação | Descoberta  | Descoberta    | Descobridor(es)     | Categoria | Mais informações / Referência |
| Permanente | Provisória | Data        | Local         | Descobridor(es)     | Categoria | Mais informações / Referência |
| ---------- | ---------- | ----------- | ------------- | ------------------- | --------- | ----------------------------- |
| 385701     | 2005 TZ158 | 1 out 2005  | Mount Lemmon  | Mount Lemmon Survey | —         | MPC                           |
| 385702     | 2005 UO9   | 21 out 2005 | Palomar       | NEAT                | —         | MPC                           |
| 385703     | 2005 UO15  | 22 out 2005 | Kitt Peak     | Spacewatch          | —         | MPC                           |
| 385704     | 2005 UH27  | 1 out 2005  | Mount Lemmon  | Mount Lemmon Survey | Mitidika  | MPC                           |
| 385705     | 2005 UJ28  | 23 out 2005 | Kitt Peak     | Spacewatch          | —         | MPC                           |
| 385706     | 2005 UB30  | 23 out 2005 | Catalina      | CSS                 | Mitidika  | MPC                           |
| 385707     | 2005 UE46  | 22 out 2005 | Kitt Peak     | Spacewatch          | —         | MPC                           |
| 385708     | 2005 UV48  | 23 out 2005 | Kitt Peak     | Spacewatch          | —         | MPC                           |
| 385709     | 2005 UQ61  | 25 out 2005 | Mount Lemmon  | Mount Lemmon Survey | —         | MPC                           |
| 385710     | 2005 UJ71  | 23 out 2005 | Catalina      | CSS                 | —         | MPC                           |
| 385711     | 2005 UH84  | 22 out 2005 | Kitt Peak     | Spacewatch          | —         | MPC                           |
| 385712     | 2005 UR98  | 22 out 2005 | Palomar       | NEAT                | —         | MPC                           |
| 385713     | 2005 UJ103 | 22 out 2005 | Kitt Peak     | Spacewatch          | —         | MPC                           |
| 385714     | 2005 UR103 | 22 out 2005 | Kitt Peak     | Spacewatch          | Mitidika  | MPC                           |
| 385715     | 2005 UL117 | 24 out 2005 | Kitt Peak     | Spacewatch          | —         | MPC                           |
| 385716     | 2005 UN119 | 24 out 2005 | Kitt Peak     | Spacewatch          | —         | MPC                           |
| 385717     | 2005 UC127 | 24 out 2005 | Kitt Peak     | Spacewatch          | Mitidika  | MPC                           |
| 385718     | 2005 UA154 | 26 out 2005 | Kitt Peak     | Spacewatch          | —         | MPC                           |
| 385719     | 2005 UZ157 | 27 out 2005 | Kitt Peak     | Spacewatch          | —         | MPC                           |
| 385720     | 2005 UV160 | 22 out 2005 | Catalina      | CSS                 | —         | MPC                           |
| 385721     | 2005 UB179 | 24 out 2005 | Kitt Peak     | Spacewatch          | —         | MPC                           |
| 385722     | 2005 UR200 | 25 out 2005 | Kitt Peak     | Spacewatch          | Mitidika  | MPC                           |
| 385723     | 2005 UY269 | 28 out 2005 | Socorro       | LINEAR              | —         | MPC                           |
| 385724     | 2005 UB273 | 28 out 2005 | Kitt Peak     | Spacewatch          | —         | MPC                           |
| 385725     | 2005 UR299 | 26 out 2005 | Kitt Peak     | Spacewatch          | —         | MPC                           |
| 385726     | 2005 UQ302 | 26 out 2005 | Kitt Peak     | Spacewatch          | —         | MPC                           |
| 385727     | 2005 UA338 | 11 mar 2003 | Kitt Peak     | Spacewatch          | Mitidika  | MPC                           |
| 385728     | 2005 UG350 | 23 out 2005 | Catalina      | CSS                 | —         | MPC                           |
| 385729     | 2005 UQ371 | 27 out 2005 | Mount Lemmon  | Mount Lemmon Survey | —         | MPC                           |
| 385730     | 2005 UH396 | 25 out 2005 | Kitt Peak     | Spacewatch          | —         | MPC                           |
| 385731     | 2005 UP397 | 28 out 2005 | Catalina      | CSS                 | —         | MPC                           |
| 385732     | 2005 UF413 | 31 out 2005 | Socorro       | LINEAR              | —         | MPC                           |
| 385733     | 2005 UG439 | 29 out 2005 | Catalina      | CSS                 | —         | MPC                           |
| 385734     | 2005 UQ444 | 30 out 2005 | Catalina      | CSS                 | —         | MPC                           |
| 385735     | 2005 VQ53  | 4 nov 2005  | Socorro       | LINEAR              | —         | MPC                           |
| 385736     | 2005 VP71  | 1 nov 2005  | Mount Lemmon  | Mount Lemmon Survey | —         | MPC                           |
| 385737     | 2005 VQ79  | 4 nov 2005  | Mount Lemmon  | Mount Lemmon Survey | —         | MPC                           |
| 385738     | 2005 VA114 | 10 nov 2005 | Mount Lemmon  | Mount Lemmon Survey | Mitidika  | MPC                           |
| 385739     | 2005 VB130 | 1 nov 2005  | Apache Point  | A. C. Becker        | —         | MPC                           |
| 385740     | 2005 WK40  | 25 nov 2005 | Mount Lemmon  | Mount Lemmon Survey | —         | MPC                           |
| 385741     | 2005 WY41  | 31 out 2005 | Kitt Peak     | Spacewatch          | —         | MPC                           |
| 385742     | 2005 WX54  | 30 out 2005 | Socorro       | LINEAR              | —         | MPC                           |
| 385743     | 2005 WM69  | 26 nov 2005 | Kitt Peak     | Spacewatch          | —         | MPC                           |
| 385744     | 2005 WV93  | 26 nov 2005 | Mount Lemmon  | Mount Lemmon Survey | Mitidika  | MPC                           |
| 385745     | 2005 WG193 | 26 nov 2005 | Catalina      | CSS                 | Juno      | MPC                           |
| 385746     | 2005 XH19  | 2 dez 2005  | Kitt Peak     | Spacewatch          | —         | MPC                           |
| 385747     | 2005 XC30  | 1 dez 2005  | Mount Lemmon  | Mount Lemmon Survey | Mitidika  | MPC                           |
| 385748     | 2005 XU78  | 2 dez 2005  | Catalina      | CSS                 | —         | MPC                           |
| 385749     | 2005 XR85  | 2 dez 2005  | Kitt Peak     | Spacewatch          | —         | MPC                           |
| 385750     | 2005 XJ112 | 2 dez 2005  | Kitt Peak     | M. W. Buie          | —         | MPC                           |
| 385751     | 2005 YQ7   | 22 dez 2005 | Kitt Peak     | Spacewatch          | —         | MPC                           |
| 385752     | 2005 YZ13  | 22 dez 2005 | Kitt Peak     | Spacewatch          | —         | MPC                           |
| 385753     | 2005 YY16  | 23 dez 2005 | Kitt Peak     | Spacewatch          | —         | MPC                           |
| 385754     | 2005 YG24  | 24 dez 2005 | Kitt Peak     | Spacewatch          | Chloris   | MPC                           |
| 385755     | 2005 YQ24  | 24 dez 2005 | Kitt Peak     | Spacewatch          | —         | MPC                           |
| 385756     | 2005 YW30  | 22 dez 2005 | Kitt Peak     | Spacewatch          | Mitidika  | MPC                           |
| 385757     | 2005 YK32  | 22 dez 2005 | Kitt Peak     | Spacewatch          | —         | MPC                           |
| 385758     | 2005 YH55  | 25 dez 2005 | Kitt Peak     | Spacewatch          | —         | MPC                           |
| 385759     | 2005 YO69  | 26 dez 2005 | Kitt Peak     | Spacewatch          | —         | MPC                           |
| 385760     | 2005 YF71  | 24 dez 2005 | Kitt Peak     | Spacewatch          | —         | MPC                           |
| 385761     | 2005 YK74  | 8 dez 2005  | Kitt Peak     | Spacewatch          | —         | MPC                           |
| 385762     | 2005 YN75  | 24 dez 2005 | Kitt Peak     | Spacewatch          | —         | MPC                           |
| 385763     | 2005 YF76  | 24 dez 2005 | Kitt Peak     | Spacewatch          | —         | MPC                           |
| 385764     | 2005 YN79  | 24 dez 2005 | Kitt Peak     | Spacewatch          | —         | MPC                           |
| 385765     | 2005 YC114 | 25 dez 2005 | Kitt Peak     | Spacewatch          | —         | MPC                           |
| 385766     | 2005 YP121 | 28 dez 2005 | Catalina      | CSS                 | —         | MPC                           |
| 385767     | 2005 YD128 | 28 dez 2005 | Mount Lemmon  | Mount Lemmon Survey | —         | MPC                           |
| 385768     | 2005 YC144 | 28 dez 2005 | Mount Lemmon  | Mount Lemmon Survey | —         | MPC                           |
| 385769     | 2005 YV144 | 28 dez 2005 | Mount Lemmon  | Mount Lemmon Survey | Phocaea   | MPC                           |
| 385770     | 2005 YQ191 | 30 dez 2005 | Kitt Peak     | Spacewatch          | —         | MPC                           |
| 385771     | 2005 YE212 | 28 dez 2005 | Catalina      | CSS                 | Juno      | MPC                           |
| 385772     | 2005 YO258 | 22 dez 2005 | Kitt Peak     | Spacewatch          | —         | MPC                           |
| 385773     | 2005 YB291 | 28 dez 2005 | Mount Lemmon  | Mount Lemmon Survey | —         | MPC                           |
| 385774     | 2006 AA14  | 25 dez 2005 | Kitt Peak     | Spacewatch          | —         | MPC                           |
| 385775     | 2006 AE22  | 5 dez 2005  | Catalina      | CSS                 | —         | MPC                           |
| 385776     | 2006 AD23  | 4 jan 2006  | Kitt Peak     | Spacewatch          | —         | MPC                           |
| 385777     | 2006 AJ53  | 5 jan 2006  | Kitt Peak     | Spacewatch          | —         | MPC                           |
| 385778     | 2006 AE74  | 4 jan 2006  | Catalina      | CSS                 | —         | MPC                           |
| 385779     | 2006 AJ79  | 6 jan 2006  | Kitt Peak     | Spacewatch          | Juno      | MPC                           |
| 385780     | 2006 AO95  | 9 jan 2006  | Kitt Peak     | Spacewatch          | Pallas    | MPC                           |
| 385781     | 2006 BR    | 20 jan 2006 | Socorro       | LINEAR              | Juno      | MPC                           |
| 385782     | 2006 BG42  | 23 jan 2006 | Kitt Peak     | Spacewatch          | Juno      | MPC                           |
| 385783     | 2006 BV50  | 24 dez 2005 | Kitt Peak     | Spacewatch          | Pallas    | MPC                           |
| 385784     | 2006 BK65  | 23 jan 2006 | Kitt Peak     | Spacewatch          | —         | MPC                           |
| 385785     | 2006 BA75  | 23 jan 2006 | Kitt Peak     | Spacewatch          | —         | MPC                           |
| 385786     | 2006 BC75  | 23 jan 2006 | Kitt Peak     | Spacewatch          | —         | MPC                           |
| 385787     | 2006 BM76  | 23 jan 2006 | Kitt Peak     | Spacewatch          | —         | MPC                           |
| 385788     | 2006 BY86  | 25 jan 2006 | Kitt Peak     | Spacewatch          | —         | MPC                           |
| 385789     | 2006 BT100 | 23 jan 2006 | Kitt Peak     | Spacewatch          | —         | MPC                           |
| 385790     | 2006 BG108 | 25 jan 2006 | Kitt Peak     | Spacewatch          | —         | MPC                           |
| 385791     | 2006 BN114 | 25 jan 2006 | Kitt Peak     | Spacewatch          | —         | MPC                           |
| 385792     | 2006 BV127 | 26 jan 2006 | Kitt Peak     | Spacewatch          | —         | MPC                           |
| 385793     | 2006 BV178 | 27 jan 2006 | Anderson Mesa | LONEOS              | —         | MPC                           |
| 385794     | 2006 BY181 | 27 jan 2006 | Mount Lemmon  | Mount Lemmon Survey | —         | MPC                           |
| 385795     | 2006 BJ265 | 31 jan 2006 | Kitt Peak     | Spacewatch          | —         | MPC                           |
| 385796     | 2006 BF277 | 30 jan 2006 | Kitt Peak     | Spacewatch          | —         | MPC                           |
| 385797     | 2006 BV277 | 30 jan 2006 | Kitt Peak     | Spacewatch          | —         | MPC                           |
| 385798     | 2006 BF281 | 30 jan 2006 | Kitt Peak     | Spacewatch          | —         | MPC                           |
| 385799     | 2006 CZ    | 3 fev 2006  | Socorro       | LINEAR              | Juno      | MPC                           |
| 385800     | 2006 CA1   | 3 fev 2006  | Socorro       | LINEAR              | —         | MPC                           |

## 385801–385900
| Designação | Designação | Descoberta  | Descoberta       | Descobridor(es)       | Categoria | Mais informações / Referência |
| Permanente | Provisória | Data        | Local            | Descobridor(es)       | Categoria | Mais informações / Referência |
| ---------- | ---------- | ----------- | ---------------- | --------------------- | --------- | ----------------------------- |
| 385801     | 2006 CS18  | 1 fev 2006  | Kitt Peak        | Spacewatch            | —         | MPC                           |
| 385802     | 2006 DO11  | 21 fev 2006 | Catalina         | CSS                   | —         | MPC                           |
| 385803     | 2006 DL23  | 20 fev 2006 | Kitt Peak        | Spacewatch            | —         | MPC                           |
| 385804     | 2006 DS23  | 20 fev 2006 | Kitt Peak        | Spacewatch            | —         | MPC                           |
| 385805     | 2006 DO37  | 20 fev 2006 | Mount Lemmon     | Mount Lemmon Survey   | —         | MPC                           |
| 385806     | 2006 DT52  | 24 fev 2006 | Kitt Peak        | Spacewatch            | —         | MPC                           |
| 385807     | 2006 DH57  | 24 fev 2006 | Catalina         | CSS                   | —         | MPC                           |
| 385808     | 2006 DO67  | 22 fev 2006 | Catalina         | CSS                   | Juno      | MPC                           |
| 385809     | 2006 DV91  | 24 fev 2006 | Mount Lemmon     | Mount Lemmon Survey   | —         | MPC                           |
| 385810     | 2006 DB120 | 20 fev 2006 | Catalina         | CSS                   | —         | MPC                           |
| 385811     | 2006 DL121 | 23 jan 2006 | Kitt Peak        | Spacewatch            | —         | MPC                           |
| 385812     | 2006 DC156 | 27 fev 2006 | Kitt Peak        | Spacewatch            | —         | MPC                           |
| 385813     | 2006 DX161 | 27 fev 2006 | Mount Lemmon     | Mount Lemmon Survey   | —         | MPC                           |
| 385814     | 2006 DX198 | 27 fev 2006 | Catalina         | CSS                   | —         | MPC                           |
| 385815     | 2006 EP16  | 2 mar 2006  | Kitt Peak        | Spacewatch            | —         | MPC                           |
| 385816     | 2006 EN28  | 3 mar 2006  | Kitt Peak        | Spacewatch            | —         | MPC                           |
| 385817     | 2006 EW69  | 2 mar 2006  | Mount Lemmon     | Mount Lemmon Survey   | —         | MPC                           |
| 385818     | 2006 FK7   | 23 mar 2006 | Kitt Peak        | Spacewatch            | —         | MPC                           |
| 385819     | 2006 FE14  | 23 mar 2006 | Kitt Peak        | Spacewatch            | —         | MPC                           |
| 385820     | 2006 FH28  | 24 mar 2006 | Mount Lemmon     | Mount Lemmon Survey   | —         | MPC                           |
| 385821     | 2006 FZ50  | 24 mar 2006 | Catalina         | CSS                   | —         | MPC                           |
| 385822     | 2006 FW53  | 24 mar 2006 | Kitt Peak        | Spacewatch            | —         | MPC                           |
| 385823     | 2006 GN2   | 9 mar 2006  | Kitt Peak        | Spacewatch            | —         | MPC                           |
| 385824     | 2006 GW6   | 2 abr 2006  | Kitt Peak        | Spacewatch            | —         | MPC                           |
| 385825     | 2006 GG12  | 2 abr 2006  | Kitt Peak        | Spacewatch            | —         | MPC                           |
| 385826     | 2006 GW28  | 2 abr 2006  | Kitt Peak        | Spacewatch            | —         | MPC                           |
| 385827     | 2006 GB32  | 6 abr 2006  | Catalina         | CSS                   | —         | MPC                           |
| 385828     | 2006 GJ32  | 7 abr 2006  | Kitt Peak        | Spacewatch            | —         | MPC                           |
| 385829     | 2006 GQ54  | 8 abr 2006  | Kitt Peak        | Spacewatch            | —         | MPC                           |
| 385830     | 2006 HE3   | 18 abr 2006 | Kitt Peak        | Spacewatch            | —         | MPC                           |
| 385831     | 2006 HJ11  | 18 dez 2004 | Mount Lemmon     | Mount Lemmon Survey   | —         | MPC                           |
| 385832     | 2006 HQ25  | 20 abr 2006 | Kitt Peak        | Spacewatch            | —         | MPC                           |
| 385833     | 2006 HJ31  | 18 abr 2006 | Anderson Mesa    | LONEOS                | —         | MPC                           |
| 385834     | 2006 HH43  | 24 abr 2006 | Mount Lemmon     | Mount Lemmon Survey   | Phocaea   | MPC                           |
| 385835     | 2006 HP71  | 25 abr 2006 | Kitt Peak        | Spacewatch            | —         | MPC                           |
| 385836     | 2006 HE74  | 25 abr 2006 | Kitt Peak        | Spacewatch            | —         | MPC                           |
| 385837     | 2006 HP79  | 26 abr 2006 | Kitt Peak        | Spacewatch            | —         | MPC                           |
| 385838     | 2006 HW90  | 29 abr 2006 | Kitt Peak        | Spacewatch            | —         | MPC                           |
| 385839     | 2006 HS103 | 30 abr 2006 | Kitt Peak        | Spacewatch            | —         | MPC                           |
| 385840     | 2006 HF105 | 23 abr 2006 | Catalina         | CSS                   | —         | MPC                           |
| 385841     | 2006 HA109 | 30 abr 2006 | Catalina         | CSS                   | —         | MPC                           |
| 385842     | 2006 HV109 | 30 abr 2006 | Kitt Peak        | Spacewatch            | —         | MPC                           |
| 385843     | 2006 JY25  | 6 mai 2006  | Mount Lemmon     | Mount Lemmon Survey   | —         | MPC                           |
| 385844     | 2006 JF52  | 4 mai 2006  | Kitt Peak        | Spacewatch            | —         | MPC                           |
| 385845     | 2006 KB3   | 18 mai 2006 | Palomar          | NEAT                  | —         | MPC                           |
| 385846     | 2006 KK9   | 23 mar 2006 | Kitt Peak        | Spacewatch            | —         | MPC                           |
| 385847     | 2006 KZ27  | 27 set 2003 | Kitt Peak        | Spacewatch            | —         | MPC                           |
| 385848     | 2006 KD30  | 1 mai 2006  | Kitt Peak        | Spacewatch            | —         | MPC                           |
| 385849     | 2006 KC60  | 22 mai 2006 | Kitt Peak        | Spacewatch            | —         | MPC                           |
| 385850     | 2006 KF65  | 24 mai 2006 | Kitt Peak        | Spacewatch            | —         | MPC                           |
| 385851     | 2006 LV2   | 5 jun 2006  | Socorro          | LINEAR                | —         | MPC                           |
| 385852     | 2006 OQ5   | 22 jul 2006 | Palomar          | NEAT                  | —         | MPC                           |
| 385853     | 2006 PU35  | 12 ago 2006 | Palomar          | NEAT                  | —         | MPC                           |
| 385854     | 2006 QQ10  | 19 ago 2006 | Piszkéstető      | K. Sárneczky, Z. Kuli | —         | MPC                           |
| 385855     | 2006 QE64  | 25 ago 2006 | Socorro          | LINEAR                | —         | MPC                           |
| 385856     | 2006 QH110 | 28 ago 2006 | Kitt Peak        | Spacewatch            | —         | MPC                           |
| 385857     | 2006 QZ136 | 16 ago 2006 | Palomar          | NEAT                  | —         | MPC                           |
| 385858     | 2006 QC150 | 19 ago 2006 | Kitt Peak        | Spacewatch            | —         | MPC                           |
| 385859     | 2006 QY150 | 19 ago 2006 | Kitt Peak        | Spacewatch            | —         | MPC                           |
| 385860     | 2006 QG151 | 19 ago 2006 | Kitt Peak        | Spacewatch            | —         | MPC                           |
| 385861     | 2006 QQ151 | 5 abr 2005  | Mount Lemmon     | Mount Lemmon Survey   | —         | MPC                           |
| 385862     | 2006 QK184 | 18 ago 2006 | Kitt Peak        | Spacewatch            | —         | MPC                           |
| 385863     | 2006 RE14  | 14 set 2006 | Kitt Peak        | Spacewatch            | —         | MPC                           |
| 385864     | 2006 RR15  | 27 ago 2006 | Anderson Mesa    | LONEOS                | —         | MPC                           |
| 385865     | 2006 RF21  | 15 set 2006 | Kitt Peak        | Spacewatch            | —         | MPC                           |
| 385866     | 2006 RS22  | 15 set 2006 | Goodricke-Pigott | R. A. Tucker          | —         | MPC                           |
| 385867     | 2006 RW29  | 15 set 2006 | Kitt Peak        | Spacewatch            | Brangane  | MPC                           |
| 385868     | 2006 RU36  | 12 set 2006 | Catalina         | CSS                   | —         | MPC                           |
| 385869     | 2006 RJ64  | 12 set 2006 | Catalina         | CSS                   | —         | MPC                           |
| 385870     | 2006 RL66  | 14 set 2006 | Kitt Peak        | Spacewatch            | Ursula    | MPC                           |
| 385871     | 2006 RS71  | 15 set 2006 | Kitt Peak        | Spacewatch            | —         | MPC                           |
| 385872     | 2006 RU71  | 15 set 2006 | Kitt Peak        | Spacewatch            | Brangane  | MPC                           |
| 385873     | 2006 RA74  | 15 set 2006 | Kitt Peak        | Spacewatch            | —         | MPC                           |
| 385874     | 2006 RC83  | 15 set 2006 | Kitt Peak        | Spacewatch            | —         | MPC                           |
| 385875     | 2006 RJ101 | 1 set 2006  | Siding Spring    | SSS                   | —         | MPC                           |
| 385876     | 2006 SM16  | 17 set 2006 | Kitt Peak        | Spacewatch            | —         | MPC                           |
| 385877     | 2006 SO16  | 17 set 2006 | Catalina         | CSS                   | —         | MPC                           |
| 385878     | 2006 SY31  | 17 set 2006 | Kitt Peak        | Spacewatch            | —         | MPC                           |
| 385879     | 2006 SV35  | 17 set 2006 | Anderson Mesa    | LONEOS                | —         | MPC                           |
| 385880     | 2006 SB77  | 18 set 2006 | Calvin-Rehoboth  | Calvin–Rehoboth Obs.  | —         | MPC                           |
| 385881     | 2006 SP89  | 18 set 2006 | Kitt Peak        | Spacewatch            | —         | MPC                           |
| 385882     | 2006 SG92  | 18 set 2006 | Kitt Peak        | Spacewatch            | —         | MPC                           |
| 385883     | 2006 SO125 | 20 set 2006 | Catalina         | CSS                   | —         | MPC                           |
| 385884     | 2006 SO131 | 26 set 2006 | Catalina         | CSS                   | —         | MPC                           |
| 385885     | 2006 SB141 | 25 set 2006 | Anderson Mesa    | LONEOS                | —         | MPC                           |
| 385886     | 2006 SF157 | 23 set 2006 | Kitt Peak        | Spacewatch            | —         | MPC                           |
| 385887     | 2006 SR167 | 25 set 2006 | Kitt Peak        | Spacewatch            | Flora     | MPC                           |
| 385888     | 2006 SV181 | 25 set 2006 | Anderson Mesa    | LONEOS                | —         | MPC                           |
| 385889     | 2006 SF207 | 25 set 2006 | Kitt Peak        | Spacewatch            | —         | MPC                           |
| 385890     | 2006 SU225 | 26 set 2006 | Kitt Peak        | Spacewatch            | —         | MPC                           |
| 385891     | 2006 SC227 | 26 set 2006 | Kitt Peak        | Spacewatch            | —         | MPC                           |
| 385892     | 2006 SC232 | 26 set 2006 | Kitt Peak        | Spacewatch            | Brangane  | MPC                           |
| 385893     | 2006 SJ232 | 26 set 2006 | Kitt Peak        | Spacewatch            | —         | MPC                           |
| 385894     | 2006 SO233 | 26 set 2006 | Kitt Peak        | Spacewatch            | —         | MPC                           |
| 385895     | 2006 SO234 | 18 set 2006 | Kitt Peak        | Spacewatch            | Brangane  | MPC                           |
| 385896     | 2006 SN257 | 19 set 2006 | Kitt Peak        | Spacewatch            | —         | MPC                           |
| 385897     | 2006 SG258 | 17 abr 2005 | Kitt Peak        | Spacewatch            | —         | MPC                           |
| 385898     | 2006 SD275 | 27 set 2006 | Mount Lemmon     | Mount Lemmon Survey   | —         | MPC                           |
| 385899     | 2006 SZ306 | 27 set 2006 | Kitt Peak        | Spacewatch            | Brangane  | MPC                           |
| 385900     | 2006 SL320 | 27 set 2006 | Kitt Peak        | Spacewatch            | —         | MPC                           |

## 385901–386000
| Designação | Designação | Descoberta  | Descoberta           | Descobridor(es)     | Categoria | Mais informações / Referência |
| Permanente | Provisória | Data        | Local                | Descobridor(es)     | Categoria | Mais informações / Referência |
| ---------- | ---------- | ----------- | -------------------- | ------------------- | --------- | ----------------------------- |
| 385901     | 2006 SK343 | 28 set 2006 | Kitt Peak            | Spacewatch          | —         | MPC                           |
| 385902     | 2006 SK352 | 30 set 2006 | Catalina             | CSS                 | —         | MPC                           |
| 385903     | 2006 SU357 | 30 set 2006 | Mount Lemmon         | Mount Lemmon Survey | —         | MPC                           |
| 385904     | 2006 SW375 | 17 set 2006 | Apache Point         | A. C. Becker        | Ursula    | MPC                           |
| 385905     | 2006 SX375 | 17 set 2006 | Apache Point         | A. C. Becker        | —         | MPC                           |
| 385906     | 2006 SH379 | 19 set 2006 | Apache Point         | A. C. Becker        | —         | MPC                           |
| 385907     | 2006 SF386 | 29 set 2006 | Apache Point         | A. C. Becker        | —         | MPC                           |
| 385908     | 2006 SU396 | 18 set 2006 | Kitt Peak            | Spacewatch          | Ursula    | MPC                           |
| 385909     | 2006 SY402 | 26 set 2006 | Mount Lemmon         | Mount Lemmon Survey | —         | MPC                           |
| 385910     | 2006 SX407 | 25 set 2006 | Mount Lemmon         | Mount Lemmon Survey | —         | MPC                           |
| 385911     | 2006 SF408 | 28 set 2006 | Mount Lemmon         | Mount Lemmon Survey | —         | MPC                           |
| 385912     | 2006 SN412 | 30 set 2006 | Mount Lemmon         | Mount Lemmon Survey | —         | MPC                           |
| 385913     | 2006 TO26  | 26 set 2006 | Mount Lemmon         | Mount Lemmon Survey | —         | MPC                           |
| 385914     | 2006 TS31  | 25 set 2006 | Mount Lemmon         | Mount Lemmon Survey | —         | MPC                           |
| 385915     | 2006 TN34  | 12 out 2006 | Kitt Peak            | Spacewatch          | —         | MPC                           |
| 385916     | 2006 TC38  | 12 out 2006 | Kitt Peak            | Spacewatch          | —         | MPC                           |
| 385917     | 2006 TC39  | 12 out 2006 | Kitt Peak            | Spacewatch          | —         | MPC                           |
| 385918     | 2006 TM39  | 12 out 2006 | Kitt Peak            | Spacewatch          | —         | MPC                           |
| 385919     | 2006 TH47  | 12 out 2006 | Kitt Peak            | Spacewatch          | —         | MPC                           |
| 385920     | 2006 TV72  | 26 set 2006 | Kitt Peak            | Spacewatch          | —         | MPC                           |
| 385921     | 2006 TC74  | 11 out 2006 | Palomar              | NEAT                | Ursula    | MPC                           |
| 385922     | 2006 TG101 | 15 out 2006 | Kitt Peak            | Spacewatch          | —         | MPC                           |
| 385923     | 2006 TB103 | 15 out 2006 | Kitt Peak            | Spacewatch          | Ursula    | MPC                           |
| 385924     | 2006 TS113 | 1 out 2006  | Apache Point         | A. C. Becker        | Brangane  | MPC                           |
| 385925     | 2006 TG115 | 1 out 2006  | Apache Point         | A. C. Becker        | —         | MPC                           |
| 385926     | 2006 TE116 | 2 out 2006  | Apache Point         | A. C. Becker        | —         | MPC                           |
| 385927     | 2006 TM116 | 2 out 2006  | Apache Point         | A. C. Becker        | —         | MPC                           |
| 385928     | 2006 UK4   | 16 out 2006 | Kitt Peak            | Spacewatch          | —         | MPC                           |
| 385929     | 2006 UC11  | 26 set 2006 | Mount Lemmon         | Mount Lemmon Survey | —         | MPC                           |
| 385930     | 2006 UD62  | 17 out 2006 | Kitt Peak            | Spacewatch          | —         | MPC                           |
| 385931     | 2006 UR63  | 16 out 2006 | Catalina             | CSS                 | —         | MPC                           |
| 385932     | 2006 UX72  | 17 out 2006 | Kitt Peak            | Spacewatch          | —         | MPC                           |
| 385933     | 2006 UJ82  | 17 out 2006 | Mount Lemmon         | Mount Lemmon Survey | —         | MPC                           |
| 385934     | 2006 UU88  | 17 out 2006 | Kitt Peak            | Spacewatch          | —         | MPC                           |
| 385935     | 2006 UB94  | 2 out 2006  | Mount Lemmon         | Mount Lemmon Survey | —         | MPC                           |
| 385936     | 2006 UF104 | 18 out 2006 | Kitt Peak            | Spacewatch          | —         | MPC                           |
| 385937     | 2006 UT110 | 19 out 2006 | Kitt Peak            | Spacewatch          | —         | MPC                           |
| 385938     | 2006 UP113 | 25 set 2006 | Kitt Peak            | Spacewatch          | —         | MPC                           |
| 385939     | 2006 UR118 | 19 out 2006 | Kitt Peak            | Spacewatch          | —         | MPC                           |
| 385940     | 2006 UW129 | 19 out 2006 | Kitt Peak            | Spacewatch          | —         | MPC                           |
| 385941     | 2006 UN133 | 19 out 2006 | Kitt Peak            | Spacewatch          | —         | MPC                           |
| 385942     | 2006 UA174 | 19 out 2006 | Catalina             | CSS                 | —         | MPC                           |
| 385943     | 2006 UK187 | 28 set 2006 | Catalina             | CSS                 | —         | MPC                           |
| 385944     | 2006 UW187 | 28 set 2006 | Catalina             | CSS                 | —         | MPC                           |
| 385945     | 2006 UQ196 | 20 out 2006 | Kitt Peak            | Spacewatch          | —         | MPC                           |
| 385946     | 2006 UD199 | 12 out 2006 | Kitt Peak            | Spacewatch          | —         | MPC                           |
| 385947     | 2006 UD217 | 27 out 2006 | Mount Lemmon         | Mount Lemmon Survey | —         | MPC                           |
| 385948     | 2006 UN222 | 17 out 2006 | Catalina             | CSS                 | —         | MPC                           |
| 385949     | 2006 UX266 | 27 out 2006 | Catalina             | CSS                 | —         | MPC                           |
| 385950     | 2006 UY296 | 19 out 2006 | Kitt Peak            | M. W. Buie          | Brangane  | MPC                           |
| 385951     | 2006 VD4   | 9 nov 2006  | Kitt Peak            | Spacewatch          | —         | MPC                           |
| 385952     | 2006 VV7   | 10 nov 2006 | Kitt Peak            | Spacewatch          | —         | MPC                           |
| 385953     | 2006 VQ26  | 10 nov 2006 | Kitt Peak            | Spacewatch          | —         | MPC                           |
| 385954     | 2006 VO27  | 10 nov 2006 | Kitt Peak            | Spacewatch          | —         | MPC                           |
| 385955     | 2006 VV42  | 12 nov 2006 | Mount Lemmon         | Mount Lemmon Survey | —         | MPC                           |
| 385956     | 2006 VX53  | 11 nov 2006 | Kitt Peak            | Spacewatch          | —         | MPC                           |
| 385957     | 2006 VK60  | 19 out 2006 | Mount Lemmon         | Mount Lemmon Survey | —         | MPC                           |
| 385958     | 2006 VX63  | 11 nov 2006 | Kitt Peak            | Spacewatch          | —         | MPC                           |
| 385959     | 2006 VX71  | 3 out 2006  | Mount Lemmon         | Mount Lemmon Survey | —         | MPC                           |
| 385960     | 2006 VC87  | 14 nov 2006 | Catalina             | CSS                 | —         | MPC                           |
| 385961     | 2006 VL126 | 3 out 2006  | Kitt Peak            | Spacewatch          | —         | MPC                           |
| 385962     | 2006 VK141 | 13 nov 2006 | Kitt Peak            | Spacewatch          | —         | MPC                           |
| 385963     | 2006 WM37  | 16 nov 2006 | Kitt Peak            | Spacewatch          | —         | MPC                           |
| 385964     | 2006 WM157 | 22 nov 2006 | Catalina             | CSS                 | —         | MPC                           |
| 385965     | 2006 WU163 | 23 nov 2006 | Kitt Peak            | Spacewatch          | —         | MPC                           |
| 385966     | 2006 WX166 | 23 nov 2006 | Kitt Peak            | Spacewatch          | —         | MPC                           |
| 385967     | 2006 WE170 | 23 nov 2006 | Kitt Peak            | Spacewatch          | —         | MPC                           |
| 385968     | 2006 WF174 | 23 nov 2006 | Kitt Peak            | Spacewatch          | —         | MPC                           |
| 385969     | 2006 WE184 | 25 nov 2006 | Kitt Peak            | Spacewatch          | —         | MPC                           |
| 385970     | 2006 WJ184 | 25 nov 2006 | Mount Lemmon         | Mount Lemmon Survey | —         | MPC                           |
| 385971     | 2006 WL185 | 20 nov 2006 | Kitt Peak            | Spacewatch          | —         | MPC                           |
| 385972     | 2006 WG195 | 29 nov 2006 | Socorro              | LINEAR              | —         | MPC                           |
| 385973     | 2006 XW5   | 7 dez 2006  | Palomar              | NEAT                | —         | MPC                           |
| 385974     | 2006 XK17  | 10 dez 2006 | Kitt Peak            | Spacewatch          | —         | MPC                           |
| 385975     | 2006 XV59  | 14 dez 2006 | Kitt Peak            | Spacewatch          | —         | MPC                           |
| 385976     | 2006 YM8   | 20 dez 2006 | Mount Lemmon         | Mount Lemmon Survey | —         | MPC                           |
| 385977     | 2006 YJ37  | 21 dez 2006 | Kitt Peak            | Spacewatch          | —         | MPC                           |
| 385978     | 2006 YO40  | 22 dez 2006 | Kitt Peak            | Spacewatch          | —         | MPC                           |
| 385979     | 2006 YO41  | 22 dez 2006 | Socorro              | LINEAR              | —         | MPC                           |
| 385980     | 2007 AA8   | 9 jan 2007  | Vallemare di Borbona | V. S. Casulli       | —         | MPC                           |
| 385981     | 2007 AH27  | 10 jan 2007 | Mount Lemmon         | Mount Lemmon Survey | —         | MPC                           |
| 385982     | 2007 AE29  | 10 jan 2007 | Mount Lemmon         | Mount Lemmon Survey | —         | MPC                           |
| 385983     | 2007 AU29  | 10 jan 2007 | Mount Lemmon         | Mount Lemmon Survey | —         | MPC                           |
| 385984     | 2007 BE24  | 24 jan 2007 | Mount Lemmon         | Mount Lemmon Survey | —         | MPC                           |
| 385985     | 2007 BP41  | 24 jan 2007 | Mount Lemmon         | Mount Lemmon Survey | —         | MPC                           |
| 385986     | 2007 BL46  | 26 jan 2007 | Kitt Peak            | Spacewatch          | Mitidika  | MPC                           |
| 385987     | 2007 BL60  | 17 jan 2007 | Kitt Peak            | Spacewatch          | —         | MPC                           |
| 385988     | 2007 BM61  | 27 jan 2007 | Mount Lemmon         | Mount Lemmon Survey | —         | MPC                           |
| 385989     | 2007 BN74  | 17 jan 2007 | Kitt Peak            | Spacewatch          | —         | MPC                           |
| 385990     | 2007 BQ75  | 17 jan 2007 | Kitt Peak            | Spacewatch          | —         | MPC                           |
| 385991     | 2007 BR79  | 29 jan 2007 | Kitt Peak            | Spacewatch          | —         | MPC                           |
| 385992     | 2007 BG81  | 27 jan 2007 | Kitt Peak            | Spacewatch          | —         | MPC                           |
| 385993     | 2007 BA102 | 28 jan 2007 | Mount Lemmon         | Mount Lemmon Survey | —         | MPC                           |
| 385994     | 2007 CQ9   | 27 dez 2006 | Mount Lemmon         | Mount Lemmon Survey | —         | MPC                           |
| 385995     | 2007 CW12  | 6 fev 2007  | Mount Lemmon         | Mount Lemmon Survey | —         | MPC                           |
| 385996     | 2007 CL14  | 7 fev 2007  | Mount Lemmon         | Mount Lemmon Survey | —         | MPC                           |
| 385997     | 2007 CN35  | 6 fev 2007  | Mount Lemmon         | Mount Lemmon Survey | —         | MPC                           |
| 385998     | 2007 CU42  | 7 fev 2007  | Mount Lemmon         | Mount Lemmon Survey | —         | MPC                           |
| 385999     | 2007 CB43  | 7 fev 2007  | Mount Lemmon         | Mount Lemmon Survey | —         | MPC                           |
| 386000     | 2007 CG50  | 8 fev 2007  | Palomar              | NEAT                | —         | MPC                           |